# 大航海時代Online
『大航海時代 Online』（だいこうかいじだいおんらいん）は、コーエーテクモゲームスが同社のリコエイションゲーム『大航海時代シリーズ』のシステムや、その時代の世界観（世界設定）をベースに開発したMMOである。
歴史上の大航海時代に基づいて作られた世界の中で、プレイヤーは冒険家・商人・軍人・海賊など様々な立場の登場人物になり切って、探険・交易・海戦などを楽しむことができる。歴史と地理を素材としていることや、世界各地の遺跡や様々な文化遺産、珍しい生物、地理上の発見などが多数登場することから、教養面で評価が高く、インターネットゲームの教育への応用の研究材料とされたり、学校教育への導入が検討されたりしたこともある。海外でもサービスが行われているが、特に断りがない限り、この記事は日本版について説明している。
2005年3月16日よりコーエーが月額課金制でサービスを開始した。Windows用としては『信長の野望Online』に次いで2番目に当たる。2009年4月28日からPlayStation 3、2015年9月15日からはPlayStation 4でのサービスも開始している。2006年8月30日から拡張パック第1弾『La Frontera』、2007年8月22日から拡張パック第2弾『Cruz del Sur』、2009年12月15日から拡張パック第3弾『El Oriente』が実装され、以降2011年2月22日からは拡張パック第4弾『Tierra Americana』、拡張パック第5弾『2nd Age』が2012年9月20日、拡張パック第6弾『Gran Atlas』が2013年12月3日、拡張パック第7弾『Age of Revolution』が2016年4月19日、拡張パック第8弾『Order of the Prince』が2017年8月29日、拡張パック第9弾『Lost Memories』が2018年8月28日に実装された。

## 概要
当時、「ヒロイック・ファンタジー」が主流だったMMORPGにおいて、「海洋冒険」という新たな題材を選んだ本製品は、以後の同分野の草分けとなった。プレイスタイルの自由度が高く、プレイヤーによってゲームの楽しみ方が大きく違うのが特徴である。戦闘中心のMMORPGが大勢を占める中、戦闘を全くしないキャラクターを育てることもできる。
16世紀から17世紀初頭頃の世界をイメージしたマップは広大で、世界一周には最速の船でも数時間を要する。地域によって通用する言語が違い、特徴ある街並みや周囲の景観、NPCの肌の色や民族衣装、酒場の料理や飲み物のメニュー、交易所に並ぶ特産品、BGMなどで各地の風土や文化が表現され、海の色や陸地の風景も海域によって変化するなど、世界各地を航海している気分を味わうことができる。また、世界遺産として著名なピラミッドやアンコール遺跡など多数の遺跡が世界各地に存在し、冒険クエストを通じて訪れることが可能である。アップデートのたびに世界は広がっており、『Cruz del sur』で南極圏を除く南半球の全域が実装されて世界周航が実現している。『El Oriente』ではついに日本など東アジアが登場した。

## ゲーム世界とシステム
オフライン版の大航海時代シリーズがそうであったように、基本的に西欧諸国の視点から世界を捉えている。プレイヤーの所属できる国家も当初は全て西欧諸国だったが、『Cruz del Sur』Chapter5から、NPC国家として存在していたオスマントルコにも所属できるようになった。また、東アジアの国々がどのように扱われるかはプレイヤーの大きな関心を集めていたが、国家としては実装されなかった。
歴史の再現という観点から、プレイヤーによる海賊・私掠活動、つまり、他のプレイヤーへの攻撃や略奪といった行為（プレイヤーキラー）を認め、ゲームの重要な要素と位置付けている。ヨーロッパ周辺は「安全海域」とされて海賊行為はできないが、それ以外の海域は基本的に「危険海域」と呼ばれる対人戦が常時可能なエリアとなっている。
システム面では名声など『大航海時代II』のシステムを色濃く受け継いでいる。プレイヤーの「レベル」には冒険・交易・戦闘の3つがあり、乗船可能な船種や職業などに関わっている。スキル制を採用しており、職業に関係なく所有する「スキル」が使用できるため、レベルよりも修得しているスキルの種類やランクが重視される場面が多い。職業は、冒険者・商人・軍人（海賊含む）の三系統にそれぞれ20以上あり、その系統のレベルやスキルの成長と関係がある。冒険・交易・生産・戦闘など、全ての活動が職業の系統に関係なく行えるが、多少の有利不利がある。転職の自由度はかなり高く、ゲーム開始時の選択に関係なくどの系統の職業にも何度でも変わることができる。
船舶は、主に14-18世紀前半頃の木造帆船が登場している。しかし、18世紀後半の戦列艦や19世紀のクリッパー級などが存在することから、16世紀頃の大航海時代における各地域の時代考証をベースにしつつ、幅を持たせたパラレルワールドであると推測される。また、実際には内海で運用された各種ガレーやジーベック級の外洋航海を可能とするなど、現実性より遊びやすさを優先したところも多い。『El Oriente』では東アジアで使われたジャンク船や、菱垣回船などの和船も追加された。
艦隊（パーティ）でなければ困難なことが少ないため、1人でも遊べるシステムになっている。多くのプレイヤーはさまざまな形で他のプレイヤーとの交流を楽しんでおり、オフラインタイトルである大航海時代シリーズから続けて遊んでいるプレイヤーも存在する。

## 対応ハードウェア
初登場以降、長らくWindows専用であったが、2009年4月28日よりPlayStation 3（以下PS3）版の提供が開始され、Windowsが動くPCとPS3という2つのプラットフォームに対応した。接続するワールド（ゲーム内ではサーバのことを「ワールド」と呼んでいる）は当時から存在したNotos・Euros・Zephyros・Boreasの4つのみで、新ワールドの設置は行われなかったため、PS3版のプレイヤーもWindows版のプレイヤーと同じワールドに参加することになった。PS3版はゲームパッドだけで全ての操作が行えるが、チャット入力などのためにUSBキーボードにも対応している。Windows版用のベンチマークプログラムがある。
2015年9月15日よりPlayStation 4版がリリースされた。

## 料金体系
料金は基本的に30日単位でサービス利用料を払う形式である。『Cruz del Sur』以降、各ワールドにキャラクター所有数を追加できる「キャラクタースロットサービス」や、同一ワールド内のキャラクターが共通で使用できる「アカウント共有倉庫」、携帯電話やスマートフォン、PCなどで、ゲームを起動せずにブラウザからメールのやりとりや世界情勢を提供するモバイルシステム「@モバイル」（フィーチャーフォン向け、2016年4月サービス終了）・「@Web」（スマートフォン、PC向け）など、有料のオプションサービスが複数追加されていて、これらも使用料を払うことで30日間利用できるようになる。なお、パッケージ商品が発売されることがあり、ゲームクライアントプログラムのインストール用ディスクとアップグレード料金や30日程度のサービス利用チケットなどが代金に含まれるが、特典として他では手に入らない高性能のアイテムを付けていることが多い。

## サービス提供地域
サービス開始当初は自宅等からのプレイに限られていたが、現在はインターネットカフェからのプレイも可能である。公認ネットカフェの利用者は入店料だけでプレイでき、特典も用意されている。
海外では、韓国、中国、台湾、香港、マカオでサービスが提供されている。中国は月額課金制、それ以外はアイテム課金制である。運営とローカライズはライセンス契約をした現地の運営会社 が行い、開発はコーエーテクモゲームスが手がける。サーバはそれぞれの地域限定で、他の地域からのアクセスは規約で禁止されている。2010年夏にはCJインターネットの運営・アイテム課金制により、欧米などの英語圏でグローバルサーバのサービスがスタートした。

## 行動

### 冒険
冒険者ギルドで受けるクエストや書庫で手に入る地図を元に世界を巡り、各地の港で情報を集めて目標地点を特定し様々な発見をすると、冒険経験値や冒険名声、金銭をもらえる。また、各地の港に歴史上の著名人がNPCとして存在しており、発見物を彼らに報告することで冒険名声と金銭を得ることができる。
発見と同時に装備品などのアイテムを獲得できる場合もあり、高ランクのクエストには伝説の武器や歴史上の有名人物の鎧といった非常に高性能なレアアイテムを獲得できるものもある。クエストや地図以外でも、建物の中や街の郊外などで発見スキルを使って様々なアイテムを獲得することができる。
『Cruz del sur』の実装によって、沈没船の引き上げと内部の探索という冒険スタイルが加わり、『El Oriente』では遺跡内に遺跡ダンジョンが登場した。
発見物
冒険クエストや地図の目的物を発見するには、地理学・考古学・宗教学・財宝鑑定・生物学・美術という発見物を鑑定する学問スキルと、探索・視認・生態調査という発見スキル、それに鍵や罠を外す開錠スキルが必要である。クエストや地図には発見や鑑定に必要なスキルランクが設定されており、スキルはその分野の発見を重ねていくことで熟練値を蓄積してランクが上がるようになっているため、最初から高ランクの発見物を見つけることはできない。これ以外に、特定ポイントで釣りスキルで釣れる海洋生物や到達した港も発見物に含まれ、発見物は総計2000以上に達する（2011年2月22日現在）。
発見物カード
発見物には絵と説明が入ったカードが付いていて、発見と同時にカードも手に入る。発見物カードで論戦というカードゲームができ、アカデミー大会という競技会もある。発見物カードからはオーナメントを作成することができる。

### 交易
交易の基本は、ある港で買った交易品を別の港へ運ぶと、買値より高く売れて利益が出るというもの。これを繰り返して資金を増やしていく。交易品は始めは少ししか買えないが、取引スキルを覚え、その種類の交易品を買う経験を積むことでスキルランクが上がると多く買えるようになっていく。
交易品の売却時に利益の大きさに応じて交易経験値が得られる。また、商人ギルドでクエストを受けて交易品やアイテムを指定場所に届けるなどすれば、交易経験値や交易名声、金銭やアイテムを獲得できる。
交易品の売買相場は変動するため、同じ交易品でも相場によって得られる利益と経験値は違ってくる。交易品の相場は時間による変動の他、大量に売ったり買ったりすると大暴落や大暴騰が起こることがある。また、地域によっても安く買えたり高く売れたりする交易品がある。
『El Oriente』で南蛮貿易という新しい交易形態が登場した。
名産品
交易品の中には特定地域の名産品とされ、売却時に得られる経験値と名声にボーナスがつくものがある。名産品の売値は、基本的には遠くへ運ぶほど高くなり、経験値と名声も多くなる。また、1種類の名産品を多く売るより、一定量以上の名産品を複数種類同時に売る方が名産品コンボとなって経験値と名声を多く得られる。
交易品はプレイヤー間で取引できるため、遠方から運んだ名産品を高値で販売するプレイヤーもいる。こうした名産品を買って交易所で売れば、お金はかかるが時間をかけずに経験値や名声を稼ぐことが可能である。これを利用して対人販売で稼いだゲーム内通貨をRMTで販売する事態も発生している。
生産
生産スキルには、調理・工芸・縫製・鋳造・保管・錬金術などがあり、交易品などから様々な交易品やアイテムを生産できる。生産にはレシピが必要で、レシピ帳は道具屋で売られる他、投資の報酬として手に入るものもある。交易品生産の例としては、ブタから豚肉を作り、それを更にラードやベーコンやソーセージに加工したり、数種類の香辛料を併せてブーケガルニやガラムマサラを作ったり、ヒツジから羊毛を取り、それをニットやフランネルやツイードに織り上げたり、鉱石を製錬して鋼や青銅を作り、それを火器へ加工するなど数百種類のレシピが存在する。また、生産可能なアイテムは、航海用の消耗品から衣服・鎧・靴・帽子などの装備品、剣や銃などの武器、行動力回復用の料理、大砲や補助帆や船首像などの船部品、アパルトメントの家具、造船の材料部品まで多岐に及んでいる。高性能な生産物ほど高ランクのスキルや入手困難な材料が必要で、生産物のプレイヤー間の取引は非常に盛んである。
『Cruz del Sur』でプライベートファームが、 『Tierra Americana』で特別生産が導入され、特殊なアイテムの生産やスキルに縛られない生産ができるようになった。
なお、生産スキルには数えないが、造船スキルも存在する。船をスキルで造ると材質や容量が変更できる。一部の高性能な船は造船所では販売していないため、スキルで造船する必要がある。『La Frontera』でジョイントビルドとオリジナルシップビルドが導入され、より高性能な船が造れるようになった。その後、『El Oriente』でフリースタイル特殊造船が実装され、さらに船の強化の幅が広がった。
投資と同盟港
各港には「発展度」という数値があり、多くのプレイヤーが投資することで上昇すると、扱われる交易品やアイテムが増える。また、多くの港には一定額を投資しないと購入できない交易品やアイテムがある。
ゲーム内に登場する港には、7国の固有の領地と同盟港属性の港とがある。前者は所属国が固定だが、後者はプレイヤーの投資額に応じて「影響度」が変動し、その時点で最も影響度の高い国の同盟港となる。影響度が高いほど交易品の購入量が増えることに加え、同盟国のキャラクターは交易品の売買時にかかる関税が免除されるため、重要な港では激しい投資合戦が起こることもある。また、特定の条件下で影響度変化の大きい大投資戦が起こる（『La Frontera』の項を参照のこと）。

### 戦闘
戦闘には、洋上戦と陸上戦があるが、ゲームの性質上、洋上戦の比重がかなり高い。戦闘クエストの管轄は海事ギルドのため、洋上戦を“海事”と呼ぶプレイヤーが多い。

艦隊（パーティ）を組んで戦闘すると、敵1艦隊当たりの獲得経験値は減るが、戦闘時間の短縮や船部品のダメージ軽減、1人では困難な経験値や報酬の多いクエストが可能など効率がよい。
洋上戦
洋上戦は、戦闘クエストの標的のNPC艦隊や海上にいるNPC船団、もしくは他のプレイヤーを相手に行われる。勝利すると戦闘経験値・戦闘名声と金銭やアイテムなどを入手できる。負けると所持金の一部を奪われ、戦闘名声が下がったり、所持アイテムを奪われたりすることもある。
通常の海上マップに参加者だけに見える線で描かれた円の中が戦場で、攻撃側か防御側の提督（大将）が、撃沈もしくは拿捕されれば勝敗が付き、離脱すれば引き分けとなる。襲われた場合に限り、スキルやアイテムを使用して他のプレイヤーの加勢を求めることができる。
洋上戦のスタイルは、大砲で船の耐久力を0にして「撃沈」する砲撃と、接舷して切り込み、船員数を0にして「拿捕」する白兵戦の2つのタイプがある。砲撃は戦闘経験値を得やすいが大砲や追加装甲などの消耗が激しいため出費が多く、白兵戦はアイテムや交易品を収奪できて収入は多いが経験値は得にくいという特徴がある。レベルを上げやすく対人戦での比重が高い砲撃が重視されるが、レアアイテム目当ての白兵収奪家も少なくない。他に、敵船が触れると爆発して耐久度を下げる機雷を敷設するスキルも存在する。
『El Oriente』で甲板戦が導入され、船長同士の陸上戦で決着をつけるという形態が生まれた。
陸上戦
陸上戦は、クエストの標的のNPCや陸上マップなどにいるNPCの盗賊・兵士等が相手となる。勝利すると戦闘経験値と金銭、アイテムを獲得する。負けると所持金の一部を奪われ、船員が減少する。所持アイテムを失う場合もある。
戦闘は通常マップ上で行う。陸戦には大将が存在しないため、敵全員を倒す必要がある。同じ艦隊を組んでいるキャラクターが戦闘中の場合は後から戦闘に参加できるが、敵も同じなので、近くにいるNPCが敵に加勢することがある。
『La Frontera』でレンジシフトバトルが導入され、システムが多少改善された。獲得アイテムも強化され、陸戦でしか入手できないものもある。
さらに『El Oriente』で甲板戦が導入されたことに伴い、システムが大幅に変更された。
対人戦
対人洋上戦は、危険海域でプレイヤー海賊に襲われたり（PK）、賞金首プレイヤーが討伐されたり（PKK）すると起こる。負けると所持金の一部を奪われ、拿捕された場合は交易品とアイテムを収奪される。他のプレイヤーを襲って勝った場合、悪名が付加されて賞金首となり、懸賞金がかけられる。賞金首が討伐されて負けた場合は、賞金額を相手に支払わなければならない。なお、レベルが極めて低いプレイヤーを襲うことはできないが、それを除けば彼我のレベル差や職業や船などに関係なくPK・PKK行為が可能である。攻撃された側は上納品を使えば戦闘を強制的に終了できる。
なお、模擬戦を許可したプレイヤー同士は悪名のつかない対人戦ができる。模擬戦では、負けても所持金やアイテムを奪われることはない。
また、大規模な対人戦の機会として、大海戦とバトルキャンペーンがある。この場合も悪名はつかず、収奪も起こらない。
陸上戦でも決闘という対人戦ができる。模擬戦の陸上戦版で、許可したプレイヤー同志が悪名や収奪なしで戦うことが可能である。陸上戦での海賊・私掠行為（PK）や賞金首の討伐（PKK）は、現在のところ不可能である。

## ゲーム内での主要要素
大航海時代オンラインでの主な要素を、プレイヤーキャラクター（PC）、航海、ノンプレイヤーキャラクター（NPC）の順に説明する。

### プレイヤーキャラクター
プレイヤーキャラクター（以下キャラクター）は作成時に性別と、体型や容貌、髪の色や髪型、肌の色、傷痕や髭といった外見の特徴を設定することができる。性別は衣服や帽子など装備品の制限に関係してくる。
キャラクターのステータスとしては以下のものがある。
所属国（国籍）
イスパニア・ポルトガル・イングランド・ネーデルラント・フランス・ヴェネツィアの6国からキャラクター作成時に選ぶ。サービス開始当初はイスパニア・ポルトガル・イングランドの3国のみだったが、約5ヶ月後に残り3国が実装されて選択可能になった。『Cruz del Sur』Chapter5からオスマントルコにもプレイヤーが所属可能になったが、上級者向けの国家と位置付けられ、キャラクター作成時には選択できず、一定条件を満たして契約することが必要である。
ある程度成長したキャラクターは他国への亡命が可能だが、名声が下がり、旧所属国との関係が悪化するなどのデメリットがある。オスマントルコとの契約は西欧6国内での亡命よりかなり厳しいペナルティーが科されるが、トルコ国籍だけの特典も存在する。
国籍による違いとして、入港許可の順序と国別イベントがある。また、各国の領土港に投資しないと買えない交易品やアイテムが存在することや関税などの関係で、所属国の領土や同盟港の多寡と位置によって交易や生産に若干の影響が出ることがある。
レベル
冒険レベル・交易レベル・戦闘レベルがある。2021年8月3日現在上限はいずれも95でその分野のクエストや行動で経験値を獲得して上昇する。乗船可能な船種やスキルの修得、スキルの使用に必要な行動力の最大値などに関係する。
名声
冒険名声・交易名声・戦闘名声がある。その分野のクエストや行動で獲得する。名声が高まると、より難度の高いクエストが提示され、入港が許可される海域が増えるなど、行動の幅が広がっていく。また、装備品には装備に必要な名声が設定されているものが多い。名声はレベルや経験値と違い、名声に傷を付ける行為（戦闘の敗北、海賊行為、亡命など）によって低下することがある。
職業
冒険者・商人・軍人（海賊含む）の3系統があり、冒険系職業・交易系職業・戦闘系職業と呼ぶ。現在は冒険系25、交易系27、戦闘系23の合計75の職業が存在する。戦闘系には海賊をイメージした常時賞金首の職業もある。職業の系統によって関係する分野のクエストや活動で得られる経験値と名声が多くなり、他系統のそれは少なくなる。従って、冒険クエストをするなら冒険系職業に、戦闘をするなら戦闘系職業に転職した方が効率がよい。
職業によって優遇スキルや専門スキルが決まっており、概ね職業名から想像されるようなスキルが設定されている。上位の職業ほど優遇スキルが有利だが、必要レベルや転職クエストなど転職の難度も高くなる。
どの系統のどの職業にも何度でも就くことができ、転職時のペナルティがほぼないなど、転職の自由度は非常に高い。多くのプレイヤーはその時に自分がやりたい分野に有利な職業に次々と転職していく。
スキル
スキルは活動に必要または有効な特殊能力で、冒険系スキル・交易系スキル・戦闘系スキルと、各地の港で会話に必要な言語スキルがある。冒険系スキルは航海や陸上の移動に便利なスキルや発見スキル・学問スキルなどである。交易系スキルは相場を見られてふっかけ・値切りができるスキルや交易品の購入量を増やす取引スキル・生産スキルの他、逃走や警戒用のスキルも含まれる。戦闘スキルは砲撃用・白兵戦用のスキル、陸上戦用のスキル、機雷を設置するスキル、船の修理用や船員の治療用のスキルなどがある。
習得できるスキルの数はレベルが上がると増えていく。スキルには行動力を消費して使用するものと自動発動のものがあるが、どちらも使用で熟練値が得られ、その蓄積でスキルランクが上昇していく。ランクが高いほど効果が高まることに加え、スキルランクを条件とするクエストや生産物が多いため、レベルや名声以上に重要となる場面が多い。スキルランクの上限は基本的に15だが、専門スキルは16まで上げることができる。
スキルには非優遇（平常）・優遇・専門の3つの状態があり、職業によって優遇スキルと専門スキルが決まっている。優遇スキルは、最大ランクの上昇（非優遇は最大ランク10、優遇は最大ランク15）、ランクアップに必要な熟練値の半減、修得条件の免除というメリットがある。専門スキルは、優遇スキルのメリットに加えランクが常時1加算される特典がある。
ほとんどのスキルには、装備中は所持しているスキルのランクに上昇補正を受ける「ブーストアイテム」と呼ばれる装備品が存在する。例えば「宗教学+1」の装備品を宗教学ランク2のキャラクターが装備した場合、宗教学ランク3の効果が得られる。こうしたアイテムの多くは生産品や発掘品であり、プレイヤー間で盛んに取引されている。
爵位
冒険・交易・戦闘のそれぞれで国家に貢献すると爵位が授与される。爵位が上がるほど銀行の貸金庫の収納数が増え、NPCとの面会や各国の王宮への出入りが容易になる。装備品の中には必要最低爵位が設定されたものがあり、アパルタメントの改装の条件にもなる等、必要とされる場面は少なくない。なお、オスマントルコ国籍の爵位は効果は同じだが名前が異なっている。
称号
特定のクエストやイベントをクリアすると称号を授与される。複数の称号を得ることが可能だが、名乗れるのは選択した一つのみである。称号には特典が付くものがあり、名乗っている間だけ有効になる。一部の装備品には必要称号が設定されたものもある。代表的な称号として、航海者養成学校関連の「訓練生」や「○○課程卒業生」、世界周航達成者を意味する「サーカムライナー」、生産スキルが最高ランクに達した人の「マイスター」（調理なら調理マイスター）などがある。
悪名
他のキャラクターや自国籍のNPC艦隊に戦闘を仕掛けて勝利すると悪名が付加される。悪名が1000以上になったキャラクターは討伐懸賞金が掛けられて「賞金首」となる。悪名は航海するうちに少しずつ減少し、1000未満になると賞金首でなくなる。海賊系職業には悪名が1000以下に下がらない常時賞金首のものがある。海賊をイメージした高性能の装備品には悪名が必要なものも存在する。
賞金首キャラクターの名前は、所属国との敵対関係が低い場合（自国船は襲わない＝私掠）はオレンジ、高い場合（国籍を問わない＝無差別）は赤で表示される。賞金首キャラクターは討伐の対象とされ、洋上戦で敗北すると懸賞金を相手に支払わなければならない。また、賞金首キャラクターに対してだけは安全海域でも攻撃が可能である。
国家との友好関係
西欧6国及びオスマントルコとの友好関係が設定されている。通常は自国を含む全国家と中立だが、キャラクターか国籍を持つNPCを攻撃すると相手の所属国との関係が悪化する。逆に、副官を使って国籍のあるNPC艦隊と交信すると友好度が上昇する。友好・敵対関係は時間の経過によって中立に戻るが、オスマントルコ国籍のキャラクターは西欧6国との関係が常にある程度以上険悪となる。
友好関係が高いほど関税などで有利になる。反対に、関係がかなり悪化した国の領土や同盟港では上陸を拒否され、その国の本拠地に近付くと海軍NPCに攻撃される。
商会
他のオンラインゲームのギルドに相当するプレイヤーの団体を商会と呼ぶ。商会への加入・非加入は自由である。世界各地の大きな港で設立可能で、商館入れ替え戦を経て商館を購入できる。商会に所属すると、その商会がある港の商会管理局を通じてアイテムか交易品を3品目まで販売することができる。また、商会員専用のチャットルームを利用できる。『El Oriente』Chapter4で商会や商館の機能が強化され、商会の所属する港では言語がなくても会話が可能になるなど利点が増えた。

### 航海
他の港や上陸地点への移動は、船を操って海上マップを移動する。海上の1日は現実世界の約1分に当たり、近隣港なら数日で着くが、長距離航海となれば100日を超えることもある。
航海には水と食料が必要で、いずれか一方でも切れた場合には船員の疲労度や忠誠度が急速に悪化し、船員の減少や反乱を招く。また、船の修理には資材が、大砲を撃つには弾薬が必要である。災害や戦闘によって船員数か船の耐久力が0になると航行不能となる。
海域と入港許可
世界は、地中海、北海、アフリカ近海、インド洋、オセアニア、カリブ海、中南米、東南アジア、東アジア、北米東岸などの地域に分けられ、それがさらにいくつかの海域に区分されている。海上の航行に制限はないが、港へ上陸するには地域ごとに国家からの入港許可が必要で、許可がない地域の港では水・食料の補給と船員の補充しかできない。入港許可は名声やイベント進行、勅命達成などの条件を満たすと授与される。
『Cruz del Sur』Chapter1の実装によって世界一周が実現し、同じくChapter4によって南極圏を除く南半球の海域は全て航行可能となった。
危険海域と安全海域、無法海域
ヨーロッパ周辺は安全海域とされて対人海賊行為（プレイヤーキラー）はできないが、それ以外の海域は危険海域と呼ばれる対人戦が常時可能なエリアとなっているため、油断をすればプレイヤー海賊に襲われることもある。
『Cruz del Sur』Chapter5以降、安全海域とその周辺を除く多くの海域は、プレイヤーの行動によって地域ごとに危険海域から安全海域、あるいはより危険な無法海域へ1週間単位で変動するようになった。無法海域では、対人上納品が使用できず、討伐された海賊プレイヤーの対人戦闘禁止時間が短くなり、対NPC停戦アイテムの成功率が下がるなど、航海の危険度が増す。
『Tierra Americana』Chapter3でプレイヤー海賊の制限が大幅に強化され、他プレイヤーとの間で襲撃も討伐も不可能にする有料オプションサービスが導入された。
港や上陸地点
港や上陸地点は大陸や島の特定ポイントに存在する。港では補給や船員の雇用の他、交易品やアイテムの売買などが可能。大きな港にはクエストを紹介するギルドや商会を設立できる商会管理局がある。上陸地点や港の郊外は陸上マップになっており、山賊などのNPCが登場する。陸上マップにはさらに奥地へ行ける場所も多く、中には内陸の街が存在するところもある。
船
1人のキャラクターが操作できる船は1隻のみである。所有は4隻＋ドック2隻（『Cruz del Sur』の項を参照のこと）の計6隻まで可能で、自由に乗換えできる。乗船可能な船種はレベルで決まるが、冒険レベルが高いと航行能力の高い冒険船、交易レベルが高いと積載量の多い商用船、戦闘レベルが高いと戦闘力の高い軍用船に乗りやすくなる。船は補助帆や大砲などの船部品を装備することで航行性能や戦闘力を強化できる。
艦隊
他のMMOのパーティに当たるプレイヤーのチームを「艦隊」と呼ぶ。最大5キャラクター（5隻）までの艦隊を組むことができ、艦隊内ではパーティチャットを利用できる。洋上では後続の船の性能に無関係に先頭の1隻の速度で走ることができる。この時、帆や舵を操作するのは先頭の1隻のみである。陸上でも先頭のキャラクターに他のキャラクターを自動で追尾させられる。艦隊を組んでいるメンバー間では学問スキルや取引スキルなどが共有されるため、スキルが低い、または持たないキャラクターも艦隊に入ることで難しい冒険クエストをしたり、多くの交易品を購入したりできる。
この仕組みから、アイテム所持枠や船の積載量の問題を解決するために、1人で複数のアカウントを取得して複数のキャラクターで艦隊を組むプレイヤーが少なくない。操作するキャラクターの数が増えても先頭のキャラクターに追従させればよいため問題は少なく、取引スキルの共有やトレード機能による受け渡しを利用して購入した交易品を後続のキャラクターの船にも満載すれば、一度の航海でアカウントが1つ（同時に操作できるキャラクターが1人）のプレイヤーの数倍の利益を上げることができる。
航行中のアクシデント
海上では船員の不満や不衛生などの状態異常や、火事や不意の突風などのアクシデントが発生することがある。また、嵐や吹雪といった悪天候や、人食いザメなどの海の生物に襲われることもある。これらは船体や船員や積荷に被害を与え、放置すると船員の反乱や疫病の発生といったより深刻な事態に発展し、最悪の場合は航行不能に陥るが、アイテムや副官の能力などによって解決や予防ができる。一例として人食いザメに襲われた場合、一定確率で船員が食べられてしまう。これによって最小航行人数を下回り、速度低下などの大幅な性能低下に見舞われる可能性がある。サービス開始直後は最小航行人数の設定は存在したものの、下回っても戦闘以外でのペナルティが存在しなかったこと、そもそもPK可能エリアに出向けるプレイヤー自体が少なかったことから船員1名、水も食料も必要最低限の積載しかせずに交易を行うスタイルが流行した。しかしながら人食いザメに襲われて船員が減少した場合、船員が0人となり即座に航行不能(難破)となる自体も相次いだ。その後、最小航行人数を割ることによって大幅なペナルティが発生することになり、1人のみで航行するといったような極端なプレイスタイルは自然と廃れた。
アクシデントとは別に、マストに海鳥が発生した場合は全てのアクシデントが一定時間発生しなくなる効果が存在する。

### ノンプレイヤーキャラクター
登場するノンプレイヤーキャラクター（NPC）には、以下のようなものがいる。街の住民や施設の従業員などは場所によって服装や肌の色などが特徴的で、その地域の雰囲気を演出するのに一役買っている。
NPC艦隊
ならず者、ヴァイキング、○○海賊といった一般名のものと、固有の姓名を持つものがいる。強さは船種・装備によって千差万別だが、ヨーロッパから離れるほど強い傾向かある。一般名のものは特定の海域に浮いているか時間ごとに現れて消え、海賊船や私掠艦隊は近付くと攻撃してくる。固有名のものは決まった航路を航行していることが多いが、国籍を持つものが少なくないので、その場合は攻撃するとその艦隊の所属国の敵対度が上昇する。討伐クエストの対象艦隊は指定の海域に行くと出現する。
山賊
港の郊外や上陸地点の陸上マップには盗賊や兵士などがいて、近付くと攻撃してきて陸上戦になる。視界が設定されているため、横または後ろを向いている時に通り過ぎれば気付かれない。
街の住民
各地の港にいる一般住民で、その港や近隣港の情報などを話してくれる。クエストで話すことも多い。
港の施設の従業員
酒場マスターや交易所主人・造船所親方・銀行員など、港の各施設にいる。話しかけて施設を利用する。
酒場女
世界各地の拠点港の酒場には酒場女がいる。その地域風の名前・服装・外見をしていて、若い女性がほとんどだが例外もいる。酒場娘にはクエストの報告を依頼できる他、一緒に飲んだり贈り物をしたり発見物の自慢話をしたりすることで親密度が上がっていくと次第に話すセリフが変わり、プレゼントをくれたり、特別なサービスをしてくれたりする。
著名人NPC
各地の港にいるNPCの内、特にディアス提督、ダ・ヴィンチ、パラケルススなどの歴史上の人物を指す。邸宅や王宮の中にいてスキルを教えてくれる他、発見物を報告すると名声とお金をくれる。様々な効果のあるタロットカードを引かせてくれる人物や、生産用のレシピを持つ人物もいる。
イベントNPC
所属国や世界周航、エピソードなどのイベントに関係するNPC。イベント中のプレイヤーにしか見えない。イベントの項目も参照のこと。
教官
航海者養成学校（『Cruz del Sur』の項を参照のこと）の講義クエストで様々な説明をしてくれる。その講義を受けているプレイヤーにしか見えない。
副官
キャラクターに同行して様々な場面で補助してくれる存在で、主要な港の酒場で雇用できる。冒険・交易・戦闘の各レベルと6種類の担当（航海長、見張り、主計長、倉庫番、兵長、船医）の特性値を持つ。特性値はその担当の経験を積むと上がるが、成長を促進するアイテムも存在する。
副官はそれぞれ固有のスキルを持っており、配置した担当に属するスキルのみ有効である。レベルと特性値が高いほど多くのスキルを覚え、効果も向上する。スキルは大きく分けて以下の3タイプに分類される。
- 補助スキル…キャラクターが対応するスキルを所有していれば、スキルランクが+1補正を受ける。
- 副官スキル…航海や生産の補助、災害や状態異常の予防、戦闘時の特殊能力など。
- 言語スキル…キャラクターがその言語スキルを習得している時とほぼ同じ効果がある。古代言語以外は担当に関係なく有効。

『El Oriente』で船長に任命して船を1隻持たせられるようになった（『El Oriente』の項を参照のこと）。

## 大航海時代 Onlineの主な歴史
- 2004年4月14日　商品正式発表。公式HPオープン。
- 2004年6月25日　ワールド（サーバ）名候補発表。
- 2004年11月2日　クローズドβテスト開始。
- 2005年2月23日　プレオープンサービス開始。
- 2005年3月9日　 アップグレードチケット販売開始。
- 2005年3月11日　登録ユーザーが10万人を突破したと発表（最大同時接続数は約2万人）。
- 2005年3月16日　正式サービス開始。
- 2005年6月29日　亡命システム実装。影響度が低い国家への亡命が可能となる。
- 2005年8月3日　 ネーデルラント（実装当時は「ネーデルランド」）、フランス、ヴェネツィア実装。補給港が交易港に昇格。大航海時代 Online@モバイルβテスト開始。
- 2006年2月22日　 副官システム導入。
- 2006年3月2日　 ニンテンドーDS版大航海時代IV ROTA NOVA発売（同月23日にPSP版も発売）。「ROTA NOVA」には24港が隠され、そこにしかない交易品が存在するが、入港に必要なキーワードを「大航海時代 Online」の中で入手するシステムが導入された(現在は終了)。
- 2006年3月　作家宮部みゆきの小説『ドリームバスター3』の発売を記念したコラボレーション・イベントを実施。
- 2006年6月1日　 拡張パック『La Frontera』発表。
- 2006年8月30日　 拡張パック『La Frontera』　Chapter1『AZTEC』実装。新ワールド「Boreas」追加。
- 2006年12月6日　 『La Frontera』　Chapter2『Angkor』実装。
- 2007年3月14日　 『La Frontera』　Chapter3『Spice Islands』実装。
- 2007年3月28日　 公認ネットカフェサービス開始。
- 2007年3月-4月　サントリーフーズの新商品『ビンゴ☆ボンゴ』とのコラボレーション・イベントを実施。ゲーム内に同商品のキャラクターをモチーフにしたアイテムが登場。
- 2007年6月14日　大航海時代 Online拡張パック第二弾発表。
- 2007年7月15日　拡張パック第二弾『Cruz del Sur』発表会開催。コーエーのオンラインタイトル初のオフライン(ユーザー参加型)イベント。
- 2007年8月22日 拡張パック第二弾『Cruz del Sur』　Chapter1『Circumnavigation』実装。今まで全年齢対象であったが、『Cruz del Sur』以降は12歳以上対象に変更。
- 2007年12月5日　『Cruz del Sur』　Chapter2『Special Ornaments』実装。Web上から「@モバイル」の機能を利用できる「@Web」のβサービスを開始。
- 2008年2月20日　『Cruz del Sur』　Chapter3『Grand Anniversary』実装。同時に初の有料オプションサービスとして、「@Web」が正式サービス開始。
- 2008年4月16日　『Welcome Season』実装。『Cruz del sur』には含まれない小規模アップデート。
- 2008年5月28日　各ワールドに3体目のキャラクターが作成可能になる「キャラクタースロット追加サービス」が登場。
- 2008年7月23日　『Cruz del Sur』　Chapter4『Inca』実装。
- 2008年11月13日　ハンゲームからのチャネリングサービス開始。
- 2009年2月17日　『Cruz del Sur』　Chapter5『Menace of Ottoman』実装。
- 2009年4月28日　PlayStation 3でのサービスを開始。
- 2009年7月23日　『Cruz del Sur』番外章となる『Expedition』実装。
- 2009年7月26日　拡張パック第三弾『El Oriente』発表会開催。
- 2009年12月15日　拡張パック第三弾『El Oriente』　Chapter1『Zipang』実装。
- 2010年2月-3月　海洋生物映画『オーシャンズ』とのコラボレーション・イベントを実施。
- 2010年4月27日　『El Oriente』　Chapter2『Ilha Formosa』実装。
- 2010年7月13日　『El Oriente』　Chapter3『The Morning Calm』実装。
- 2010年7月-8月　長崎帆船まつりとのコラボレーション・イベントを実施。
- 2010年8月24日　Microsoft Windows 2000、Microsoft Windows XP SP1以前のサポートを終了。
- 2010年10月5日　『El Oriente』　Chapter4『The Land of the Dragons』実装。
- 2010年11月27日　拡張パック第四弾『Tierra Americana』発表会開催。
- 2011年2月22日　拡張パック第四弾『Tierra Americana』　Chapter1『Atlantic』実装。
- 2011年3月11日　東北地方太平洋沖地震による停電のためサービス一時停止。翌日16時20分にサービス再開。
- 2011年3月14日　2011年東北地方太平洋沖地震の被害による電力不足に対応するため、午前10時をもってサービスが一時休止となる。
- 2011年3月28日　一時休止されていたサービスが再開される。
- 2011年7月12日　『Tierra Americana』　Chapter2『Vinland』実装。
- 2011年11月8日　『Tierra Americana』　Chapter3『Thanksgiving』実装。
- 2012年2月12日　「ネットエンターテインメント フェスタ in 秋葉原」で次期拡張パックの存在と、名称が「2nd Age」であることを発表。
- 2012年2月21日　『Tierra Americana』　Extra Chapter『7th Anniversary』実装。
- 2012年9月20日　『2nd Age』Chapter1『双頭の鷲』実装。
- 2013年1月8日　『2nd Age』Chapter2『グリフォンの翼』実装。
- 2013年4月2日　『2nd Age』Chapter3『征服帝』実装。
- 2013年7月2日　『2nd Age』Chapter4『北方の獅子』実装。
- 2013年12月3日　『Gran Atlas』Chapter1『Gran Atlas』実装。
- 2014年3月31日　ハンゲームからのチャネリングサービス終了[8]。
- 2014年4月1日　『Gran Atlas』Chapter2『Astronomy』実装。Windows XPサポート終了。
- 2014年5月27日 日本向けサービスにおいて、4つあるワールドを2つに統合しサービス規模を縮小[9][10][11] 。
- 2014年8月　サービス開始当初の状態を再現する特別なワールド「メモリアルワールド（ワールド名:Khronos）」を期間限定で実装。
- 2014年8月5日　『Gran Atlas』Chapter3『Wild West』実装。
- 2014年12月2日　『Gran Atlas』Chapter4『Ancient Glory』実装。
- 2015年3月3日 『Gran Atlas』Episode Atlantis Chapter 1『King Minos』実装。
- 2015年3月31日 「メモリアルワールド（ワールド名:Khronos）」実装終了。Khronosワールドのキャラクターは既存のワールドに所属変更。
- 2015年8月4日 『Gran Atlas』Episode Atlantis Chapter 2『Barca Solar』実装。
- 2015年12月1日 『Gran Atlas』Episode Atlantis Chapter 3『Acropolis』実装。
- 2016年4月19日 『Age of Revolution』Chapter1『Industrial Revolution』実装。「大航海時代 Online@モバイル」機能提供終了。
- 2016年8月2日 『Age of Revolution』Chapter2『Cross a Continent』実装。
- 2016年9月27日　Yahoo!ゲームからのチャネリングサービス開始[12]。
- 2017年2月7日 『Age of Revolution』Chapter3『Age of Reason』実装。
- 2017年4月18日 Windows Vistaのサポートを終了。
- 2017年8月29日 拡張パック第8弾『Order of the Prince』実装。
- 2018年1月16日 『Order of the Prince』Chapter 2『Horizon』実装。
- 2018年4月17日 『Order of the Prince』Chapter 3『Honor』実装。
- 2018年8月28日 拡張パック第9弾『Lost Memories』実装。PlayStation 3での配信終了。
- 2019年1月22日 『Lost Memories』Chapter 2『Colossus』実装。

## La Frontera
『La Frontera』（ラ・フロンテーラ。スペイン語で「新天地」の意味）は、2006年8月30日に実装が開始された拡張パック第一弾。Chapter1『AZTEC』に続き、12月6日にChapter2『Angkor』、2007年3月14日にChapter3『Spice Islands』が実装された。

### 特徴
- 新海域の開放によって世界が大幅に拡大。新海域に多くの街や上陸地点が用意され、新しい交易品やアイテムが多数登場。
- 新世界である中南米の貴金属や珍しい産物を中心とした交易、東南アジアの香辛料貿易といった新たなプレイスタイルが可能に。クエストも冒険を中心に大幅に増加。
- 開拓地という新しいタイプの港の実装。国同士で港の発展を競う仕組みの導入。入港許可や開拓に関連する勅命クエストの新設。
- 上納品の登場と海賊プレイヤーに関する仕様の大幅な変更。
- 商会コンペティションという商会間の競争の導入。
- 論戦とアカデミー大会の実装、陸戦システムの大幅な改変、新造船システムの導入など、多くの新要素の実装や、従来のシステムの大幅な変更がされた大規模で総合的なアップデート。

### 新要素・追加機能
追加海域
- 中南米東岸(Chapter1)
- 東南アジア(Chapter2）
- 香料諸島(Chapter3)

勅命
『La Frontera』で追加された海域の入港許可を得るには、勅命と呼ばれる専用のクエストをクリアする必要がある。勅命は所属国の王宮にいる最上席の著名人や、地方の港にいる執政官から受ける。各国の国力に応じて追加海域への到達度が設定されており、その国のキャラクターが勅命クエストをクリアすることで到達度が上昇、目標値以上になればその海域への到達を果たしたことになる。以後は到達度の状態に関わらず、その国のキャラクターはいずれかの勅命を1つクリアすれば入港許可が得られる。
『Cruz del sure』のChapter4で実装された中南米西岸の入港許可とカリブ海と太平洋を結ぶ運河の使用許可、同じくChapter5で実装された地中海と紅海を結ぶ運河の使用許可にも勅命が使われた。また、『El Oriente』Chapter1で実装された東アジアの入港許可も勅命の達成が必要である。
開拓
各プレイヤー国家は、中南米東岸に領地1港、東南アジアに同盟港1港の「開拓地」を持つ。開拓地には、港の発展段階の指標として、通常の「発展度」の他に文化度・商業度・武装度があり、アイテム・船・発見物カードの納入によって上昇する。
『Cruz del sure』のChapter4「Inca」で実装された中南米西岸にも開拓地が登場した。
- 発展度…この数値が以下のパラメータの上限。
- 文化度…書庫で発見できる地図、彫刻家の取り扱うアイテムや生産品、冒険船の造船などに影響。
- 商業度…交易所で買える交易品やアイテム、商用船の造船などに影響。
- 武装度…造船所で買える船部品や生産品、軍用船の造船などに影響。

最初はわずかな交易品とアイテムしか存在せず、施設も少ないが、文化度・商業度・武装度のどれかが一定値を超えるとマップが拡大し、各種施設とNPCが追加される。この時、どの値が最も高いかによって、文化都市・商業都市・軍事都市になる。さらに全てが高くなると中枢都市となり、その状態でしか入手できない地図・アイテム・交易品が登場する。ただし、中枢都市になると一定条件でパラメータが減衰するため、追加の納入が行われないと中枢都市でなくなってしまうことがある。
ジョイントビルド
ジョイントビルド（以下JB）とは各種パーツを組み合わせた特殊造船のこと。高性能なJB船やパーツほど生産スキルのランクが高く、特定の港でしか生産できないため、通常の造船より多くの手間と費用がかかるが、既存船よりも高性能かつ乗船に必要なレベルが低いものが多いため、利用価値は高い。完成したJB船に指定パーツを追加することで更なる強化ができ、1段階強化するたびに特定のオプションスキルが1つ搭載される。オプションスキルを使うには対応する技術スキル（航行技術、管理技術、兵器技術）が一定ランク以上必要。
Chapter3でオリジナルシップビルドが追加され、あらゆる船に任意の専用艦スキルを1つ搭載可能となった。これには専用艦造船許可証が必要。専用艦スキルの使用条件はオプションスキルと同じだが、独自の効果を持つものが多い。
アパルタメント
所属国の本拠地に購入できる住居。地中海風・イスラム風・インド風などがある。副官を待機させたり、アイテムや交易品を収納したり、マネキンに装備品を飾ったりできる。家具を置くと収納数が増える。『Cruz del sur』以降は、オーナメントを飾ることやペットを飼うこともできるようになった。改装が可能で、より広く豪華になり、収納量などが増える。執事が常駐するが、同時に実装された執事クエストで候補を獲得すれば入れ替えが可能。
論戦
発見物カードを使用したカードゲーム。獲得した発見物カードの中から30枚を選んでデッキを組み、6枚の手札の中から3枚を出し合ってポイントを争う。これを7回行い、勝利数の多い方が勝者となる。カードにはランクやタイプによってさまざまなポイントや属性があり、特定のカードの組み合わせでコンボボーナスを発生させることができるため、コンボや属性の読み合いも必要となる。論戦はデッキの合計ポイント数でクラスが分けられ、無制限ルール以外では同じのクラス同士でしか対戦できない。アカデミー大会（公式イベントの項を参照のこと）という公式の競技会も行われている。
レンジシフトバトル
陸戦に導入されたシステム。刀剣の前衛、投擲武器の中衛、銃器の後衛という隊列の概念と、刀剣＞投擲＞銃器＞刀剣という3すくみ関係の導入が大きな変更点。アイテムには発動までの時間が設定され、アイテムを特定の順番で使用すると「フィニッシュアーツ」と呼ばれる強力な攻撃となる。同時に、陸戦版の模擬戦として決闘が実装された。
賞金首の仕様変更と上納品
悪名が高い者だけが上陸できる海賊島（一般のプレイヤーは高額の賄賂が必要）や、悪名必須の賞金首専用装備や専用職業(Chapter3)が実装され、賞金首キャラクター(PK)の差別化が図られた。その一方で、被襲撃側は上納品を使用すれば対人戦を強制終了できるようになった。上納品は香辛料や宝石を材料とする高価な生産品で、使用時に所持金の半分も渡さなければならない。賞金首が入手した上納品は戦利品というアイテムとなり、海賊島で換金できる。
商会コンペティション
毎月指定されるアイテムを商会管理局へ納めることで上がる貢献度を同じ街の商会が競うシステム。納品アイテムは入手・製作に手間やお金がかかるものが多く、1キャラクターの納品回数も決まっているため、商会内の協力が必要になる。また、商会員の募集も一層重要になった。
商館を持つ商会は貢献度の目標が設定され、目標達成を功績として貯めると商会のランクを上げることができる。上のランクほど大きな特典があるが、要求される貢献度も高くなる。目標を下回ったまま翌月になると警告を受け、累積2回で商館は没収され、商館を持たない商会のうち最も貢献度の高いところに購入権が与えられる。
『El Oriente』Chapter3で商館入れ替え戦が導入され、月次判定時に貢献度が最も低かった商館持ち商会の商館が没収され、最も高かった商館を持たない商会が商館を購入する権利を得るようになった。ただし、この2つの商会の内、商館を所有している商会の貢献度の方が高かった場合は入れ替えが起こらない。
これは、商館には特典などのメリットがあるにも関わらず、商会コンペティションの導入後も手放す商会が滅多に現れず、新たに商会を作っても商館入手はほぼ不可能という状況だったことへの対策である。
入れ替え戦では商会コンペティションの商館維持条件を満たしていても没収される可能性があるため、警告累積による場合と違い、商館を失っても商会ランクや功績は維持され、公認商会特典は引き続き受けられるなどデメリットが軽減されている。また、失った翌月は貢献度が多少上乗せされた状態で商会コンペティションが始まり、再獲得しやすいようになっている。
商館入れ替え戦導入と同時に納品回数を回復するアイテムが実装され、少人数の商会でも商館獲得に挑戦できるようになった。一方で、公認商会の維持の条件が緩和され、商館を持つ商会にも配慮がなされた。
その他
- 生産と店売りアイテムの見直し、行商人の設置 (Chapter1)

主に航海・洋上戦・陸戦用の消耗品の店売りを撤廃し、生産を容易にした。また、消耗品の売買を専門に扱うNPCとして行商人を各地に配置した。
- 定期船 (Chapter1)

定時に特定の都市間で運行。通常航海より速く安全だが、交易品は運べず、期限付きクエストは破棄されてしまう。
- マイスター制度 (Chapter3)

生産スキルが最大ランクに達したキャラクターは、生産が楽になり、弟子を取れるようになった。
- 大投資戦 (Chapter3)

特定条件下で発生。クエスト形式。都市の影響度の変動が通常の投資より大きい。

## Cruz del Sur
『Cruz del Sur』（クルス・デル・スール。スペイン語で「南十字星」の意味）は、2007年8月22日に実装が開始された拡張パック第2弾。Chapter1「Circumnavigation」に続き、12月5日にChapter2「Special Ornaments」、2008年2月20日にChapter3「Grand Anniversary」、7月23日にChapter4「Inca」、2009年2月17日にChapter5「Menace of Ottoman」（オスマンの脅威）が実装された。2009年7月21日には番外章となる「Expedition」が実装されている。

### 特徴
- 南米西岸・オセアニア・太平洋の南部と中央部の海域が追加され、東南アジアから南米に行けるようになり、世界一周航海が可能になった。新海域を中心に新たな港や交易品、クエストや遺跡や発見物が登場。エピソードという新しいタイプのイベントの新設と、世界周航レースの開催。
- 沈没船のサルベージという新たな冒険スタイルの追加。
- ペットやアパルトメントの装飾、プライベートファームなど個性を出せるポイントの強化。
- 航海者養成学校などビギナー向け機能の強化。
- 世界の拡大による移動の長時間化の緩和。
- 生産の利便性強化やアイテム・船・スキル等の所持枠拡大など、操作性や利便性の強化。
- 貸金庫の大幅な拡張。
- オスマントルコ国籍のプレイヤーへの開放・海域属性の変動など自由度の提供。

### 新要素・追加機能
追加海域
- 南米南西岸、オセアニア、南太平洋（Chapter1）
- 中南米西岸、中央太平洋（Chapter4）

世界周航イベントとエピソード（Chapter1）
「世界周航イベント」はマゼランが通った西回り航路を舞台にしたストーリー。このイベントを開始する事でオセアニア海域の入港許可が得られる。「エピソード」は従来のクエストとイベントを融合させたスタイルのストーリーで、中南米と東南アジア、Chapter4「Inca」では中南米西岸など、複数登場した。
プライベートファーム（Chapter1）
特定の海域に存在する島を発見して領有を宣言すると、専用の生産場として利用できるようになる。施設を建設すると様々な交易品が産出され、島の技術者の持つオリジナルレシピを用いた生産が可能になる。この生産は生産スキルがなくても可能で、このレシピでしか生産できないものも多い。
航海者養成学校（Chapter1）
初心者向けの養成施設で、講義クエストをクリアしながら、操作方法や各分野のプレイスタイル、用語や基礎知識を学ぶことができる。従来のチュートリアルと比べてより実践的で、得られる経験値と名声が大幅に強化されている。冒険・商業・海事の3課程があり、初級学校・中級学校・上級学校の設置港が異なる。
訓練生は「スクールチャット」と呼ばれる専用チャット室でコミュニケーションが可能。アパルタメントを持たないプレイヤーには「寄宿舎」が支給される。
番外章の「Expedition」では多数の初心者支援機能が追加された。
バトルキャンペーン（Chapter1）
大海戦とは一味違う大規模対人戦として実装された。公式イベントの項を参照。
沈没船引き上げ（Chapter1）
沈没船の場所が書かれた地図を手に入れ、船を引き上げて眠っている宝を獲得する新しい冒険システム。著名な沈没船は発見物として扱われ、発見物カードが付いている。以下の手順で行う。
1. 地図の断片を集め、地図を完成
2. 地図を手がかりに場所を特定
3. サルベージスキルによる引き上げ
4. 沈没船を近くの港に曳航
5. 船内を調査し、宝物を入手・冒険経験を獲得

断片はゲーム中の様々な場面で手に入る。引き上げ中や曳航中は海賊に襲われたりロープが切れたりすることもある。ロープが切れると沈んでしまうので、その場で再度引き上げることになる。船内調査では、宝箱の錠や罠、NPC盗賊の襲撃に注意が必要。
発見物オーナメント（Chapter2）
冒険で獲得した発見物カードから、オーナメント（「装飾品」という意味）を作成できるようになった。オーナメントはインテリアとしてアパルタメントに飾ることができ、譲渡・売買も可能。「Welcome Season」アップデートで「ジオラマオーナメント」が実装された。
ペット（Chapter2）
犬や猫から珍獣まで様々な動物をペットとして飼うことが可能になった。通常はアパルトメントにいて連れ歩けないが、餌を使うと呼び出せる。餌は生産品でレシピも同時に登場した。好む餌は動物によって異なる。ペット候補はクエストで獲得するが、珍しい動物ほど難度が高い。ペット候補は譲渡・販売も可能。Chapter3「Grand Anniversary」でペット候補にオーストラリアの生物が追加されるなど、珍しい生き物を中心にペットの種類はアップデートの度に増え続けている。
「Expedition」アップデート以降、バザールをすると親密度の高いペットは姿を現し続けるようになった。バザール品が売れると喜びを表現する。親密度は一緒に長く航海し、好む餌を繰り返し与えることで上昇する。
マイレシピ帳の作成（Chapter2）
レシピ帳から任意のレシピだけを切り取って登録するもので、登録枠は最大10。アイテム枠を圧迫してきたレシピ帳を減らせるなどの利点があるが、マイレシピの権利獲得と登録枠の増加には、勅命や大投資戦、開拓地への納入で入手する国家貢献勲記が多数必要となる。
拠点回航（Chapter3）
発見済みの1港を拠点港として登録すれば、ログオフ中にその港まで移動できる。世界中のどこからでも回航可能で、補給港以外ならどの港でも拠点港にできる。遠方からの回航ほど費用と時間がかかり、交易品は運べない。
Chapter5以降、オスマントルコ国籍のキャラクターは拠点回航とは別にイスタンブール回航が使えるようになった。
スキルブック（Chapter3）
当面使わないスキルを、ランクや熟練はそのままで本に封印してスキル枠から外し、保管しておくシステム。空いたスキル枠には他のスキルを修得可能。スキルブックの保管は生産物である専用の家具にしまう。スキルのランクが高いほど封印の費用が高くなり、封印解除が可能になるまでの時間が長くなる。
ドック、開拓地の仕様変更（Chapter3）
自国の開拓地が中枢都市の時、一定条件でドックを利用する権利を獲得できる。ドック内の船は従来の4隻の所持枠とは別なため、所有可能船が1隻増えた。ドックに預けた船は最大耐久力が少しずつ回復していく。ドックにいる船は費用を払えば定期船の発着する港でも受け取り可能だったが『El Oriente』Capter2以降では全ての街から出し入れができるよう改良された他、特定のアイテムを使用する事により預けられる船の数も追加された。
これにともない、納品による発展度上昇量の増加や中枢都市の並立が可能になるなど、中枢都市化の条件が緩和され、中枢都市の状態でしか利用出来ないレシピや造船出来ない船が実装された。
イルカの実装（＠web連動）（Chapter3）
色や性格が違うイルカが数種類いて、出現時には洋上災害が起こらなくなる。イルカはペットと違い、洋上でランダムに出現する。親密度が設定されており、親密になるほど出現頻度が上がり、鳴く・ジャンプなどのアクションを多く見られるようになる。＠webの機能を使うと、気に入った色のイルカの親密度を上げることができる。
パナマ運河の開通（Chapter4）
中南米のポルトベロからパナマを通る運河を使用することができる。費用を支払って運河輸送船に乗り込むと反対の港まで通行できる。定期船と同じように交易品は運べず、期限付きクエストは破棄される。
中南米西岸の入港許可獲得後に発生する勅命を達成することにより利用することができるようになる。
料金や到達時間は勅命の達成度によって変動するため国ごとに違う。
航行速度の上昇（Chapter4）
積荷の積載量が少ないほど、船の対波性能が高いほど移動速度が上昇する。上昇する割合は海域によって異なり、外洋を航行するほど割合が高くなる。上昇割合は積荷が物資消費で減ったり魚を釣って増えたりといった変化に応じて刻々と変動する。
貸金庫の拡張（Chapter4）
中南米西岸勅命達成により5枠、パナマ運河勅命達成により5枠と合計10枠の貸し金庫枠が得られるようになった。
オスマントルコへの亡命（Chapter5）
NPC専用の国籍だったオスマントルコにプレイヤーが所属可能になった。ただし、西欧6国のように最初から選択できるのではなく、上級者向け国家と位置付けられて「亡命」による所属とされた。亡命条件も西欧諸国よりかなり厳しく、名声の大幅な低下、悪名の大幅な増加、亡命時の多額の人頭税納入等に加え、全ての既存海域の入港許可が必要で、レベルや爵位にも条件が設定された。
オスマントルコ国籍のメリットとしては、変装度なしでオスマントルコの領土や同盟港に上陸可能、オスマントルコ国籍専用の陸路の利用、有利な条件でスエズ運河を利用可能、イスタンブール回航の利用、ドックがイスタンブールにあること等がある。オスマントルコ独自の爵位も用意された。デメリットとしては、西欧諸国との友好度が大幅に悪化して一定以上には回復しないことなどがある。
スエズ運河の実装（Chapter5）
カイロ〜スエズを通る運河を使用することができる。利用条件等はパナマ運河と同じ。
パナマ運河通行許可を得た後に勅命を達成すると通行可能になる。
オスマントルコ国籍のキャラクターはより安価な運賃や短い所要時間で利用できる。
海域属性の変動機能（Chapter5）
従来は「安全海域」と「危険海域」が固定されていたが、プレイヤーの活動によって、危険海域のみで構成される海域群が安全海域または無法海域へ、1週間単位で変動するようになった。海賊プレイヤーやNPC海賊が多数討伐されて安全度の高まった海域は安全海域へ移行し、逆に海賊行為が多発するなどして危険度の高まった海域は無法海域となる。海域変動の情報は出航所役人のセリフなどで知ることができる。ヨーロッパ周辺など従来の安全海域は変更なし。
コース料理の実装（Chapter5）
酒場や食堂のメニューにコース料理が追加された。飲み物、オードブル、メインディッシュ2品、デザートの計5品目を選んでコース料理を完成させると、1回の食事で行動力を全回復できる。また、ランダムで若干の副次的な効果が発生することもある。コース料理の実装に合わせて、各地方のメニューに新たなものがいくつか登場した。
アカウント共有倉庫（有料オプションサービス）
同一アカウントで同一ワールドのキャラクターで共有する倉庫。交易品やアイテム、現金をキャラクター間でやり取りするのに便利。その後のアップデートで船も1隻収納できるようになった。
その他
- 最高速度の上限をアップ（Chapter1）
- バトルキャンペーンの作戦の設定可能条件の追加（Chapter3）

スキルランクの上限、NPC艦船出現の有無、戦場マップの数種類候補からの選択が可能に
- 大海戦時のみ、バザールに購入可能国籍を指定する機能を追加（Chapter3）
- 一部の洋上スキルが自動で継続発動（Chapter4）
- バザールの販売金額上限のアップ、船がバザールへ出展可能に（Chapter4）
- アパルタメントの家具等の位置を自由に変更可能に（Chapter5）
- 一部のスキルランクの上限が16までアップ（Chapter5）
- 勢力の小さい国家ほど爵位叙任の条件が低くなるなど、国家に貢献した時の報償が大きくなる（Chapter5）
- 大海戦の影響度変動を2倍にアップ（Chapter5）
- 投資で、一定額を超えた部分について、影響度の変動が少なくなるよう調整（Chapter5）

「Welcome Season」アップデート（2008.4.16）
『Cruz del sur』には含まれない小規模アップデート。
- ジオラマオーナメントの実装
- 公認商会にRank7・8（名称は「特定優良商会」）が登場

「Expedition」アップデート（2009.7.21）
『Cruz del sur』の本編には含まれない番外編のアップデート。
- 南太平洋に新たな街の実装
- 上級錬金術の実装や実験用家具の追加
- 副官回航スキルがなくても航海長に任命していれば回航可能に(スキルを所持していれば費用や時間が大幅に減少)。
- バザール時にペットが登場するように変更
- 一等級の保険の無料化や各初級課程終了後に「ギルド登録証」を入手できる等、新米航海者の支援機能を多数追加

## El Oriente
『El Oriente』（エル・オリエンテ。スペイン語で「東方の世界」の意味）は、2009年12月15日に実装が開始された拡張パック第3弾。Chapter1は日本が中心となる「Zipang」、2010年4月27日に台湾が中心となる「Ilha Formosa」（ポルトガル語で「美しい島」の意味）、7月13日に朝鮮半島が中心となるChapter3「The Morning Calm」（朝凪（あさなぎ））、10月5日に中国が中心となる「The Land of the Dragons」（龍の大地）が実装された。

### 特徴
- 東アジアを地域ごとに実装。伊達政宗や鄭成功などの著名な人物が文化圏の代表として登場。
- 南蛮貿易という新たな交易形態の導入。
- 副官に船を持たせられるようになった。
- 甲板戦実装とそれに伴う陸上戦のリニューアル。
- フリースタイル特殊造船による船のカスタマイズの強化。
- 遺跡ダンジョンという新たな冒険の舞台の登場。
- メモリアルアルバムというコレクション要素の追加。
- フリースタイル特殊造船による船の強化に対応した戦闘バランスの調整。
- 商会や商館の機能強化と商館入れ替え戦による商館所有権の流動化の促進。

### 新要素・追加機能
追加海域
- 東アジア(Chapter1)

1. 日本(Chapter1)
2. 台湾(Chapter2)
3. 朝鮮(Chapter3)
4. 中国(Chapter4)

南蛮貿易(Chapter1)
西洋等の交易品を東アジアの港にいる貿易商人に渡し、見返りとしてその港の特産品を手に入れるという新しい形態の交易。金銭による売買でなく物々交換ということが従来の交易と大きく異なる。東アジアの珍しい産物は、西洋はもちろん、近隣の文化圏でも非常な高値で売れる。Chapter1ではそばや醤油、Chapter2ではカラスミ、Chapter3では朝鮮人参等、アップデートごとに東アジアの各文化園の交易品が追加されている。
持ち込んだ品と現地の特産品の交換比率は一定ではなく、プレイヤーの売買行動や、戦争・祭り・疫病・水害・好景気・不景気といった街の状態によって刻々と変化する港の交易品の在庫状況と連動している。このため、持ち込んだ交易品がその港の在庫が多くて歓迎されなかったり、欲しかった特産品が不足していて少ししかもらえなかったりということが起こる。従って、在庫状況や街の状態をつかんで需要の高まっている交易品を持ち込み、在庫の多い特産品と交換すると効率よく交易することができる。また、東アジアの名産品は特定の文化圏でとりわけ高額で売れるため、同盟港の所在など売る港を考えて取引することも必要になってくる。
初め交易できる街は文化圏ごとに1港のみで、現地で需要の高い交易品で南蛮貿易をすると上がる「文化圏貢献度」の上昇によって増えていく。また、繰り返し交易していると、伊達政宗などの有力な人物からアイテムを授与されることがある。
副官船長(Chapter1)
副官を船長に任命して船を1隻任せることができる。副官船はプレイヤーの船に自動で追従し、戦闘では共に戦ってくれる。副官船にも交易品や物資を積めるため、今まで以上の大量輸送や長距離航海が可能になった。海上でも自分の船と副官の船を交換できるので、風向きで縦帆船と横帆船を入れ替えたり、戦闘直前に軍船に乗り換えるなど、状況の変化に合わせて船を使い分けることもできる。
実装当初は副官を船長に任命するには一定のレベルまで育てる必要があったが、Chapter3でレベル制限が撤廃され、信頼度を上げるだけで任命可能となった。ただし、副官の乗船条件はプレイヤーキャラクターと同じなので、大きな船に乗せるには副官を成長させる必要がある。
陸上戦のリニューアルと甲板戦(Chapter1)
甲板戦の導入に伴い、陸上戦のシステムが大幅に変更された。従来は立ち位置が固定されていたが、新陸上戦では戦闘エリア内を自由に動き回れるようになった。武器によって攻撃できる範囲が決められているため、射程圏内に相手を捉えたり敵の射程から逃れたりするために移動が必要になる。
また、テクニックという技が作られた。武器の威力を増加させる戦闘系テクニック、罠で広範囲を攻撃する冒険系テクニック、アイテム効果を強化する交易系テクニックの3種類があり、職業によって得意な系統が異なる。テクニックにはランクがあり、ゲージが溜まるほどより高ランクなテクニックが使用できる。テクニックはさまざまなNPCと戦うことで習得していくが、最高のテクニックは「奥義」と呼ばれ、日本の侍などから伝授される。
甲板戦は、船長同士で決闘して戦闘の決着をつけるというイメージのもとに実装されたシステム。洋上戦で提督同士の白兵戦が発生した時、一定の条件下で突入の号令を出すと始まる。1つの船の甲板に敵味方の全船長が集まり、陸上戦で戦う。戦闘システムや使用できるアイテム・テクニックなどは陸上戦と同じ。どちらかが全滅すると勝敗が決まり、一定時間内に終わらなければ引き分けとなる。Chapter1では対人戦限定だったが、Chapter2から一部のNPCとも戦えるようになった。
遺跡ダンジョン(Chapter1)
遺跡の地下を探検するという新たな冒険システム。内部は多くの階層に分かれており、宝箱や発見物が存在する。宝物を入手するにはその階の敵NPCを全て排除し、宝箱の罠を解除しなければならない。下の階層に行くほど敵NPCが強力になるため、深層を目指すには陸上戦のスキルを鍛え強力なテクニックを覚えアイテムを用意するといった準備や、艦隊を組んで協力し合うといった工夫が必要になる。東アジアの各地域やヨーロッパ周辺など、アップデートのたびに新たな遺跡ダンジョンが実装されている。
フリースタイル特殊造船(Chapter1)
船体・主帆・砲門・兵装などの部品を組み合わせる造船法。通称FS造船。ジョイントビルドやオリジナルシップビルドでは通常造船した船に部品を使ってオプションスキルを付けたが、FS造船では新造から部品を使い、その組み合わせによって船種や付加されるオプションスキルが決まる。このため、新造段階からオプションスキルが付くようになった。また、部品ごとに強化できる能力と数値の変化の範囲が決められており、それが性能に反映されるため、任意の能力を従来の船よりも大幅に強化できるようになった。造船スキルも強化され、造船時の船体容量の増減の幅が広がった。
ただし、FS造船で強化した性能は最初から発揮されるわけではなく、乗り続けて「操船熟練度」を上昇させることで次第に反映される仕組みになっている。
艦隊のメンターシステム(Chapter1)
上級者が初心者と艦隊を組む際、一時的にレベルやスキルランクを下げることで、対等な立場で支援できるようにするシステム。これにより、レベル差があると戦闘の獲得経験値が減少するといった問題を避けられることに加え、メンター中はボーナス経験値や名声の獲得、交易品売買時の関税の軽減といったメリットを受けることができる。
商会貿易（Chapter1）
商会がある街の商会管理局に交易品を納めると、商会の貿易船が東アジアの街へ運んで珍しい産物と交換してきてくれるというもの。月に一度、その成果が受け取れる。また、東アジアと往復している商会定期船を移動の足として利用できるようになった。
メモリアルアルバム（Chapter2）
釣り上げた魚や調理した料理等のアイテムが自動的に記録され、思い出として残るコレクション要素。多くのテーマが用意されており、1つのテーマを完成させるごとにアイテムがもらえる。アップデートのたびに新たなテーマが追加されている。
大海戦の改革（Chapter3）
戦闘結果がより大きくその海域の情勢に影響するようにルールが変更された。詳しくは「公式イベント」の項参照。
商館入れ替え戦（Chapter3）
毎月の商会コンペティションで最下位の商館持ち商会は商館を失うようになり、商館の所有権がより流動的になった。詳しくは『La Frontera』の「商会コンペティション」の項を参照のこと。
商会・商館機能の強化（Chapter4）
キャラクターの所属する商会がおかれている港では言語がなくても会話・書庫の閲覧ができるようになり、前月の商会コンペティションで上位だった商会の会員は商会所在港に自動回航できるようになった。また、商館で銀行の機能の一部が使えるようになり、商館持ち商会会員専用のレシピが利用可能になったり、出航所から直接商館に移動できる等商館の機能が強化された。同時に、地域によって公認商会の特典に変化を付け、特定の港の商会では運河の利用料が割引されるなど、商館機能に地域ごとの特色を持たせた。
大砲の強化（Chapter4）
フリースタイル特殊造船によって船の耐久度が上昇したため戦闘時間が長くなり、大海戦やBCなどに影響が現れていた。この対策として、16門砲のレシピや大砲強化アイテムを導入し、攻撃力の強化を図った。
ヨーロッパ交易の調整（Chapter4）
南蛮貿易の利益の巨大さのために東アジアにプレイヤーが集中する傾向にあるのを改善するため、南蛮交易品の東アジア近隣の文化圏での売却額を下げると共に、ヨーロッパの多くの都市に交易品を追加し、ヨーロッパの交易の活性化を図った。また、この追加をNotos・Euros・Zephyrosワールドで小国となっているネーデルラント・フランス・ヴェネツィア3国の領土に多く配分することで、国家バランスの改善をねらった。
その他
- アパルタメントやドッグへの収納数が増えるアイテムの追加（Chapter2）
- アパルタメントのアイテム（交易品以外）、ドッグの船、待機中の副官が全ての街から交換可能に（Chapter2）
- プライベートファームの開発・管理が本拠地の銀行から実行可能に（Chapter2）
- 親密度の高い酒場娘からプレゼントを貰えるようになった（Chapter2）
- カスタムスロットに2ページ目が追加され、スキルのウインドウを開いたまま使用できるようになった（Chapter4）

### オープニングムービーにおける「朝鮮海」表記問題
2009年12月14日、『El Oriente』のアップデートプログラムをダウンロードしたプレイヤーの間で、オープニングムービーに使われている世界地図の日本海付近に「MER DE COREE（フランス語で「朝鮮海」）」と読める文字が記載されていることが話題となった。この文字の表示は一瞬でしかもぼやけており、待ち構えて目を凝らしても全部の文字を読み取ることはかなり難しいが、公式サイトのBBSにはプレイヤーの抗議が殺到した
この背景として、2005年6月17日に「大航海時代 Onlineに追加されるアジア地域の地図に、韓国関連の内容を正確に反映することで制作会社のコーエーと合意した」との報道が、2009年8月13日には「オンラインゲーム強国韓国、日本‘コーエー’の歴史観を正した!」という報道があったこと が指摘されており、その後2009年12月1日には、「歴史と関連した論議が発生しないよう事前に遮断する方針」というニュースが流れていた。
2010年1月4日、産経新聞がコーエーとのインタビューで「修正は予定していない」と述べたと報じた。
2010年1月6日、公式サイトに「5周年記念特別アップデート」の告知が掲載され、その一つとして「オープニングムービーの刷新」が挙げられたが、2月12日、産経新聞やJCASTニュースは、インタビューに対して「古地図を使わない全く新しいムービーにする」と回答したと報じた。
2010年3月9日のアップデートで、予告通り地図を使わないオープニングムービーに変更された。
これらの騒動の背景には日本海呼称問題があり、上記の産経新聞の記事の中でも「日本政府の見解と異なる表記を使用したことに識者からも批判の声が上がっている」などと報じられた。しかし、日本海呼称問題を受けて外務省が作成したパンフレット「日本海」 では、日本海という呼称は「18世紀終わりから19世紀初めにかけてヨーロッパにおいてまず確立したもの」であり、「17世紀から18世紀にかけて、アジア大陸北東部や日本列島の形状が正しく認識されていなかったこともあり、この海域には中国海（Sea of China）、東洋海（Oriental Sea or Ocean）、朝鮮海（Sea of Korea）、日本海（Sea of Japan）など様々な名称が使われていた。」とされている。なお、上記報道では「MER DE COREE」は主に18世紀にフランスで制作された世界地図で確認されている表現 としているが、これについてコーエーは「現存する古地図をそのまま利用した。」と返答している。

## Tierra Americana
『Tierra Americana』（ティエラ・アメリカーナ。「アメリカの大地」の意味）は、2011年2月22日に実装された拡張パック第四弾。Chapter1は「Atlantic」（アトランティック）、7月12日にChapter2「Vinland」（ヴィンランド）、11月8日にChapter3「Thanksgiving」（サンクスギビング）、2012年2月21日にExtra Chapter「7th Anniversary」（セヴンス・アニヴァーサリー）が実装された。

### 特徴
- 北米東岸に商会ごとに独自の街を建設することが可能に。
- パリ・フィレンツェ・ローマ・オックスフォードといった内陸の街を、特別な施設とセットにしてヨーロッパに実装。
- 「王立艦隊」に所属者するプレイヤーの行動が「大海戦」の発生という国家レベルの動きに影響するように。

### 新要素・追加機能
追加海域
- 北米北東岸

テラ・ノヴァ沖(Chapter1)
ラブラドル海、アイスランド海盆(Chapter2)
内陸の町の実装
- パリ、フィレンツェ(Chapter1)
- ローマ(Chapter2)
- オックスフォード(Chapter3)

商会開拓街(Chapter1)
北米東岸に十数カ所用意された候補地の中から商会ごとに一カ所を選んで港街を作ることができる。施設の建設・解体は商会員しかできないが、その商会街を登録すれば商会員以外のキャラクターも上陸して施設を利用できる。開始時は広大な敷地に出向所しか存在せず、建造できる施設も限られているが、住宅を建てて人口を増やすことで酒場や銀行・造船所・工房・書庫・広場・公民館など造れる建物の種類や数が増え、住宅もより大きなものが建てられるようになるなど、街の建設の幅が広がっていく。鉱山・人工林・畑・牧場といった生産施設や数種類の交易所を建造することで交易品が出現し、その売買で街の状態が変化して発展の速度に影響する。建物の配置や種類は基本的に自由で、出現する交易品もかなりの種類があり、工夫次第で様々なタイプの街を作ることが可能。また、建設数の制限される特殊な施設には、開拓街での交易品の購入・売却や生産が有利になるものや、スキルの入れ替えやクエストの報告、大学講義の報告と新規開始ができるものなどもある。
博物館(Chapter1)
パリの街に存在する博物館に発見物オーナメントや装備品を展示することができる。展示すると文化貢献度を得られ、それを消費することでクエストを複数受けることが可能になった。また、展示されたものの所属する文化や展示者の国籍によって、各国の本拠地でトレンド（流行）が発生する。トレンドの発生中の街では、その文化圏の交易品が高く売れたり、街の人々の衣装や流れる音楽がその文化圏のものになったりする。
特別生産(Chapter1)
毎日工房へ交易品を納付することで得られる産業貢献度を消費することで、フィレンツェの工房にあるレシピを使用して生産ができる。フィレンツェの特製レシピの利点は、他では作れない生産物があることや、スキルがなくても生産できることなど。ロレンツォ・メディチに認められないと使えないメディチ家特製レシピも存在する。
王立艦隊(Chapter1)
爵位などの条件を満たしたキャラクターは王立艦隊に加入できる。王立艦隊員が冒険の発見物を報告したり、投資したり、他国のキャラクターを攻撃したりすると、自分の所属国の国威が高まり、攻撃した相手の所属国との敵対度が加算される。どこかの国の国威が一定以上蓄積されると、開戦の気運が高まって大海戦が発生し、その時点で最も敵対度が高かった国が防御側となる。このように、大海戦をプレイヤーの行動によって引き起こされる形にしたことが最も大きな変更点。また、王立艦隊員専用の士官服も用意された。
大海戦の刷新(Chapter1)
大海戦の戦場となる海域にある戦闘参加国の領土と同盟港には要塞が築かれるようになった。要塞を攻略すると多くの勝利ポイントが加算されるため、大海戦で敗北しないためには要塞の守備が重要になる。要塞は戦いが始まるしばらく前から様々な物資を納入することで強化でき、海戦時間中も補修することができる。攻撃側は要塞へ近付いて砲撃し、破壊工作を行うことで、要塞を弱体化させられる。領地の要塞が陥落すると、大海戦終了後、攻略した側の国々がその港へ投資することが可能になる。
委任回航(Chapter1)
毎日一回一定数入手可能なアイテムを消費することで、自動で指定した港まで航行してくれるシステム。従来の副官回航や拠点回航がログアウト中に行われ、一定時間後にログインすると目的地の港の出航所に移動した状態から始まるものであったのに対し、委任航行はログイン中に行われ、船が実際に港を出て海上を移動していく点が大きく異なる。委任航行モードの船は、プレイヤーが操作しなくても自動で帆を張って舵を切り、航路を決めて進んでいくが、速度はプレイヤーが直接操作する時の半分程度となり、使用できるスキルにも制限がある。委任航行中の船はＮＰＣに襲われないが、災害などは起こり、その対応はプレイヤーがする必要があるほか、船が他のプレイヤーからも見えるため、危険海域では海賊プレイヤーに襲われる可能性がある。襲われた場合、委任は解除され、以後は通常の操作の戦闘や航行に移行する。Extra Chapterからは上陸地点も委任航行の起点・目的地に加わった。
郵便システム(Chapter1)
　道具屋主人で購入できる郵送箱を所持していると、メールにアイテムを添付して他のキャラクターに送付できるようになった。
ワールドチャット、所属国チャット(Chapter1)
サーバ全体に伝わるチャットや、所属国や冒険者・商人・軍人別のチャットが利用できるようになった。
イスパニアとポルトガルの合計4つの港が領地から同盟港へ変化(Chapter1)
新時代の到来によって世界情勢が変化し、二強時代が終わったためとされる。
コロッセウム(Chapter2)
陸戦ができる闘技場。ミッションを受け、様々な条件をクリアしながら出現する敵ＮＰＣを倒すことで、スコアに応じてローマコインを獲得できる。このコインを集めると様々なアイテムと交換できる。
オリジナル奥義(Chapter2)
陸戦のテクニックをいくつか組み合わせて自分だけのオリジナルの奥義を作り、名前を付けられるようになった。
小切手(Chapter2)
手数料を払って預金を額面100万ドゥカートの小切手に変えることができるようになった。小切手は受け渡し可能なアイテムで、収奪されず、難破しても流されない。200枚まで所持することができ、銀行で現金化できる。
大学(Chapter3)
オックスフォードにある大学で講義を受けて論文を書き上げることで、スペシャルスキルを習得することができる。スペシャルスキルは航行速度を上昇させる・生産の大成功率を上げる・航海中の災害や強襲の発生率を下げるといった補助的なもの、スキルランクにプラス補正をして効果を高めるもの、交易品購入時に代金の一部が返ってくるもの、プライベートファームや商会開拓街の開発費用や特別生産で消費する産業貢献度の一部が戻ってくるものなど多くの種類がある。スペシャルスキルは講義をクリアすることで溜まっていく単位を消費して入れ替える。大学は初めは小さく受けられる講義も少ないが、講義をクリアした回数が増えるほどより多くの講義が受けられ、より効果の高いスペシャルスキルの習得が可能になっていく。また、大学の講義を進めると、商会開拓街の案内役のジュスティーヌを中心に、様々なゲーム内キャラクターに関するイベントが進行するようになっている。
海賊制度の見直し(Chapter3)
プレイヤー海賊に対する制限が強化され、現実の一日に可能な海賊行為回数の制限、同じ相手への連続襲撃やレベル差の大きい相手への襲撃を不可能にするルールの新設、初心者保護の拡大、海賊被害者が襲撃してきた相手を登録することでアイテムを使ってその現在位置を知ることができる仕組みの導入、討伐された海賊が賞金を払い切れなかった時のペナルティーである海賊行為禁止時間の延長、洋上でログアウトした賞金首キャラクターについて酒場で悪い噂が流れる仕組みなどが導入された。また、プレイヤーとは海賊行為をすることもされることもできなくなる有料オプションサービスが導入され、海賊と関わらずにゲームをプレイする道も作られた。一方で、海賊専用の称号や受け取った上納品の新たな使い道も追加され、厳しい制限の中でも敢えて海賊の道を選ぶプレイヤーにも配慮をした。
有料オプションサービスの拡充(Chapter3)
従来の一人追加のキャラクタースロットとキャラクター共有倉庫に加え、これらと同じものをもう一つずつ追加するサービス、海上でもアイテムを出し入れできる船内倉庫、スキル枠を追加するスキルノート、プレイヤー海賊を拒否するプレイヤー海賊回避のサービスが追加された。なお、開発側は、スキル枠とアイテム枠は今後のアップデートで無料での追加も行うと発表し、Extra Chapterで実装された。
上陸地点の拡大地図(Extra Chapter)
上陸地点で測量スキルを使うと、その場所の地形と現在位置が分かる地図が表示されるようになった。
商会おためし加入制度(Extra Chapter)
商会に未加入の者は、どこかに正式に加入するまでは何度でも、募集をかけている商会に仮入会できる。仮入会者にはしばらくの間若葉マークが付く。合わせて、従来は商会のある街へ移動する必要があった商会加入申請を商会員の人物情報からどこでも行えるようになった。

## 2nd Age
『2nd Age』（セカンド・エイジ）は、2012年9月20日に実装された拡張パック第5弾。Chapter1は『双頭の鷲』、2013年1月8日にChapter2『グリフォンの翼』、4月2日にChapter3『征服帝』、7月2日にChapter4『北方の獅子』が実装された。

### 特徴
- プレイヤーの行動によって、ゲームの舞台となる時代を移動させる「ワールドクロック」機能が実装。
- NPC国家「神聖ローマ帝国」の皇帝選挙機能が実装される。選挙結果は全世界に影響を与える。

### 新要素・追加機能
ワールドクロック(Chapter1)
歴史的事件(Chapter1)
トレジャーハント(Chapter1)
皇帝選挙(Chapter1)
ガナドール(Chapter1)
チャレンジミッション(Chapter1)
NPC国家「神聖ローマ帝国」追加(Chapter1)
重ね着(Chapter2)
NPC国家「ジェノヴァ共和国」追加(Chapter2)
陸路移動の追加(Chapter3)
パリ - カレー間、スエズ - バスラ間（オスマントルコに所属するキャラクターのみ利用可能）
副官バザール(Chapter4)
バザールで大海戦中に陣営を指定できる機能(Chapter4)
ボーナスクエスト(Chapter4)
レベル上限を77に拡張(Chapter4)
NPC国家「スウェーデン王国」追加(Chapter4)

## Gran Atlas
『Gran Atlas』（グラン・アトラス）は、2013年12月3日に実装された拡張パック第6弾。Chapter1の名称も同じく「Gran Altas」。2014年4月1日にChapter2「Astronomy」、8月5日にChapter 3「Wild West」、12月2日にChapter 4「Ancient Glory」、2015年3月3日にEpisode Atlantis Chapter1「King Minos」、8月4日にEpisode Atlantis Chapter2「Barca Solar」、12月1日にEpisode Atlantis Chapter3「Acropolis」が実装された。

### 特徴
- 北極海周辺が実装され、北回り航路が可能に。
- ワールド間を移動できる「クロスワールド」機能が実装。
- 新たな学問スキル「天文学」が追加。
- 定期的に移動を繰り返す到達困難な謎の古代都市「アトランティス」の実装

### 新要素・追加機能
追加海域
ワールドアトラス(Chapter1)
クロノクエスト(Chapter1)
クロスワールド(Chapter1)
NPC国家「ロシア帝国」追加(Chapter1)
レベル上限を80に拡張(Chapter1)
スキル「天文学」(Chapter2)
副官仕官(Chapter2)
ゴールドラッシュ(Chapter3)
名誉市長(Chapter3)
クエスト回想(Chapter3)
大迷宮 ラビュリントス(Episode Atlantis Chapter1)
上級トレジャーハント(Episode Atlantis Chapter1)
陸地調査(Episode Atlantis Chapter1)
回数指定生産機能(Episode Atlantis Chapter1)
連続生産機能を撤廃
変性錬金(Episode Atlantis Chapter2)
装備品の装備効果(Episode Atlantis Chapter2)
古代ガナドール(Episode Atlantis Chapter2)
スキル錬成(Episode Atlantis Chapter2)
アトランティス、密勅(Episode Atlantis Chapter3)
古代技術研究(Episode Atlantis Chapter3)
大迷宮ポセイドン神殿(Episode Atlantis Chapter3)
加護(Episode Atlantis Chapter3)
陸戦機能改善(Episode Atlantis Chapter3)
レベル上限を85に拡張(Episode Atlantis Chapter3)

## Age of Revolution
『Age of Revolution』（エイジ・オブ・レボリューション）は、2016年4月19日に実装される拡張パック第7弾。Chapter1の名称は「Industrial Revolution」。2016年8月2日には「Age of Revolution」Chapter2「Cross a Continent」実装、2017年2月7日に「Age of Revolution」Chapter3「Age of Reason」実装。

### 特徴
- 産業革命をテーマとしている。
- 拡張パックのアップグレード料金が無料となる。また拡張パックごとによる各製品版アカウントの機能制限が撤廃・統一され、体験版以外のプレイヤーは全員すべての機能が使用できるようになる。

### 新要素・追加機能
産業革命都市(Chapter1)
マンチェスター、ポーツマス、ルアーブル、ビルバオ、ヴィアナドアステロ、ロッテルダム、カッターロの追加。
近代的火器(Chapter1)
蒸気機関(Chapter1)
気象・現象(Chapter1)
地方艦隊(Chapter1)
組合(Chapter1)
アメリカ横断鉄道(Chapter2)
ボストン、オマハ、サクラメント、ロッキー地方、ナイアガラ川流域の追加。
ログインスタンプ(Chapter2)
「メメの情報便」が廃止され、代替としてログインスタンプが実装。
移民誘致(Chapter2)
移民誘致クエストを達成することにより、商会開拓街に移民誘致が促進される。
商会開拓街の機能拡張(Chapter2)
商会の機能拡張(Chapter2)
商会共有倉庫の新設、公認商会ランクの上限開放、商会部屋の実装
気象・現象の追加(Chapter2)
バトルキャンペーンの仕様変更(Chapter2)
不定期開催へと変更等
アパルタメントに「展示室」(Chapter2)
展示室にオーナメントを設置すれば、「オーナメント設置効果」が発動する
「航海コイン」の実装(Chapter2)
有料分は購入により取得。無料分はプレイチケットの購入時やイベント時などに配布される。ともに各種アイテムに交換可能
運河輸送船、輸送艦、特殊輸送艦の仕様変更(Chapter2)
運河輸送船、輸送艦、特殊輸送艦は移動時間なく移動先の出航所に直接移動するように変更、また運河輸送船の利用料を減額
蒸気船(Chapter3)
石炭燃料で走行する
職業研究、職業別専用効果(Chapter3)
研究を進めると「職業別専用効果」（「学術協会スキル」）を使用できるようになる
ペットのサポートスキル(Chapter3)
新職業「ブリーダー」、「蒸気技師」実装(Chapter3)
ヒマラヤ山脈周辺、バイカル湖実装(Chapter3)
アフリカ「キンバリー鉱山」での宝石採掘(Chapter3)

## Order of the Prince
『Order of the Prince』（オーダー・オブ・ザ・プリンス）は、2017年8月31日に実装された拡張パック第8弾。Chapter1の名称は公式的には発表されていないが、運営の公式Twitterでは拡張パックと同名の『Order of the Prince』であるとツイートしている。

### 特徴
- 公式ストーリーの時代設定は「大航海時代」黎明期としている。ただしワールドクロックなど既存のシステムや、「大航海時代」中期・末期の船種などの撤廃はされていない。

### 新要素・追加機能
航海者養成学校の港「サグレス」の追加
サグレスは同盟港ではなく中立港となり、ヨーロッパ6ヶ国の言語がすべて通じ、交易所では関税もかからない
オープニングムービーの簡略化
『Age of Revoltion』では1分44秒あったが、『Order of the Prince』ではわずか12秒となった
カスタム造船(Chapter1)
造船の機能が一新される
スキル伝授(Chapter1)
同じアカウント内の別キャラクターに、習得済みのスキルを伝える
入港許可の条件緩和(Chapter1)
海賊大戦(Chapter1)
国家に拠らない3つの海賊団による対人戦イベント。開催ごとに海賊団を選択し、所属する海賊団の勝利を目指す
有料の航海コインでプレイチケットや各種オプションサービスを購入できる機能を追加(Chapter1)
希少交易品(Chapter2)
伝承発見物(Chapter2)
国家通商免許(Chapter3)

## Lost Memories
『Lost Memories』（ロスト・メモリーズ）は、2018年8月28日に実装される拡張パック第9弾。Chapter1の名称は公式的には発表されていない。2019年1月22日にChapter 2「Colossus」、2019年7月16日にChapter 3「Cetus」（ケートス）が実装された。

### 特徴
- 古代遺跡、伝説、神話など、人知を超えた領域の冒険をテーマとする。

### 新要素・追加機能
伝承航路(Chapter1)
幻の世界の最深部への到達を目指す
副官船長の陸上戦とダンジョンへの参加(Chapter1)
プレイヤーキャラクターのレベル上限拡張(Chapter1)
新たな職業と称号の追加(Chapter1)
「船デコ」(Chapter2)
船の外観に装備をつけることができる
エピソード「幻想探究編」、幻獣「リヴァイアサン」の実装(Chapter2)
シップリビルド上限解放(Chapter2)
グレード上限が3から5に変更
新たな幻獣「灼熱のリヴァイアサン」(Chapter2)
新たな幻獣「ケートス」(Chapter3)
文化投資(Chapter3)
マンスリートレジャーハント(Chapter3)
レベル上限が90に拡張(Chapter3)
新たな幻獣「群青のケートス」(Chapter3)

## Lost Memories Seven Wonders
『～Lost Memories～ Seven Wonders』（ロスト・メモリーズ　セブン・ワンダーズ）は、2020年3月31日に実装された拡張パック第10弾。Chapter1の名称は公式的には発表されていない。2020年12月25日にChapter2「Rhodes＆Ephesos」、2021年8月3日にChapter3「Pharos」が実装され、2022年10月18日にExtraChapter「Polaris」が実装される予定。

### 特徴
- 世界の七不思議を中心とした人類の遺産（レガシー）をテーマとしている。

### 新要素・追加機能
叡智の書(Chapter1)
レガシー(Chapter1)
追究発見(Chapter1)
船員装備(Chapter1)
新たな幻獣「氷雪のリヴァイアサン」(Chapter1)
所持金上限を2億ドゥカートから3億ドゥカートへ引き上げ(Chapter1)
追究生産（Chapter 2）
戦闘スキル「火薬学」の追加（Chapter 2）
レベル上限が90から95に拡張（Chapter 3）
陸上戦に「属性」が追加（Chapter 3）
星空調査（ExtraChapter）
新たな街「ヨーテボリ」（ExtraChapter）

## イベント
イベントとは戦闘を含む連続したストーリーで、所属国別イベントと世界周航イベントがある。

### 所属国編
ストーリーは国ごとに異なるが、ポルトガルとイスパニア、イングランドとネーデルラント、フランスとヴェネツィアは、同じ物語を別の視点から追う形になっている。また、イスパニアのイベントは、イングランドとネーデルラントのイベントにわずかに関わっている。
イベントは多数の章からなり、NPCと会話して情報を集め、指定港へ航海したり戦闘したりして進んでいく。各章の開始は名声が条件になっているが、先に進むほど必要な名声は高く、戦闘相手は強力になるため、初心者が独力で最後までやり通すことはかなり難しい。イベントの進行状況は入港許可以外に影響がないため、イベントによって得られる入港許可を全て入手した後は、最後まで終わらせていない人も少なからず存在するようである。
イングランド・イスパニア・ポルトガルは、イベントのストーリーに沿って新たな入港許可が授与される。イベントを進めなくても名声が上がれば入港許可は得られるが、イベントの方が必要な名声は低い。ネーデルラント・フランス・ヴェネツィアは、入港許可の条件が名声のみのため、舞台となる海域の許可を得ていないとイベントが進まない。なお、『La Frontera』以降に実装された海域は舞台とならない。当初、フランス編とヴェネツィア編は一部の史跡を発見しなければ進められなかったが改められた。
イスパニア編
レコンキスタを経て大国となり、無敵艦隊を擁するイスパニア。海賊立て籠もり事件を通じて黒鯱(くろしゃち)傭兵艦隊隊長バルタザールの面識を得たプレイヤーは、イスパニア政府やアルバ公の思惑に翻弄されながら、彼とバルバリア海賊首領ハイレディンとの因縁や、クリストバル・コロンが発見した西回りインド航路の真相を追っていく。
ポルトガル編
インド胡椒航路の開拓した大航海時代の先駆者ポルトガル。航海者として第一歩を踏み出したばかりのプレイヤーは、ひょんなことからサルミエント商会代表ディエゴの息子アルヴェロと知り合う。彼と共に、胡椒に絡んでディエゴに見え隠れする陰や、父とバルタザールの過去をたどりながら、世界一の航海者を目指して歩み始める。
イングランド編
経済不振が続き、女王の改革も成果が見えない北の小国イングランド。駆け出しの航海者であるプレイヤーは、ある事件がきっかけで元海賊の貴族ミドルトン家の知遇を得る。ネーデルラントの「海の旅団」や海軍を巡る事件で暗躍するキリングリュー伯爵との争いに関わりながら、プレイヤーは航海者として成長していく。
ネーデルラント編
イスパニアのアルバ公の圧政に苦しみ、独立の気運高まる新興国ネーデルラント。偶然運び屋フレデリクと知り合ったプレイヤーは、独立運動の方針で対立する主戦派のホールンと穏健派のエグモントのわだかまりを解くために彼と共に奔走する。やがて義勇海軍「海の旅団」が結成されるとイスパニアは態度をさらに硬化させ、故国の危機が迫る中、プレイヤーは独立運動に身を投じていく。
フランス編
イタリアに半世紀遅れてルネサンスが到来し、財宝や美術品の収集に熱狂する貴族たちの後押しで、遅まきながら航海事業に乗り出したフランス。新米航海者のプレイヤーは、財宝探検家として売り出し中のジュリアンと知り合う。彼と共に一枚の絵画の行方を追ううちに、ジュリアンのヴェネツィア名門貴族オルセオロ家への復讐と、オーギュスタンの陰謀に巻き込まれていく。
ヴェネツィア編
東地中海交易の要である胡椒が、インド航路の発見とオスマントルコの圧力で脅かされ、繁栄に陰りが見え始めたヴェネツィア。海に乗り出したばかりのプレイヤーは、元首補佐官アルヴィーゼの妹ヴィットーリアと知り合い、彼女が主催するオルセロオ家のサロンに招かれる。オスマントルコとの争いとフランスからやって来たジュリアンの復讐に政府内の権力闘争が絡み、混沌とする斜陽の国の進む道を、彼女と共に探していく。

### 世界周航編
『Cruz del Sur』Chapter1で追加された公式シナリオ。開始には東南アジアまでの入港許可が必要。イベントを開始するとオセアニアの入港許可が授与される。
あらすじ
1522年9月6日、マゼラン艦隊が西回り航路で香料諸島へ到達した。これは、結果的に世界一周の偉業となったが、マゼランは故国の土を踏まずに亡くなった。エルカノが指揮を引き継ぎ、帰国した彼は富と名声を得た。
時が立ち、人々がマゼランの名を忘れかけた頃、西欧6ヶ国が世界一周航路の確立に共同して乗り出すことになり、周航を達成した航海者を国家が認定すると発表した。セビリアを発し、マゼランが通った道筋を辿って再びセビリアに戻ることが条件で、各国の優秀な航海者に参加が要請された。
計画に参加すべくセビリアに上陸したプレイヤーは、1人の老人から、マニラにあるというアントニオ・ピガフェッタの手記を探して欲しいと依頼される。世界一周と手記捜索の旅を始めたプレイヤーは、1人の少女と出会い、突然何者かの襲撃を受ける。果たして、無事に世界周航を達成し、手記を手に入れることはできるのだろうか。

## 公式イベント
公式イベントとして運営側が主催するものでは、運営スタッフが登場することもある。
Liveイベントでは、 作家の宮部みゆきが監修に関わったもの や、炭酸飲料のゲーム内広告イベントを織り込んだもの、海洋生物を扱った映画や長崎帆船まつりとのタイアップなど、実験的な試みも行われている。
Liveイベント
1カ月に1回から2回、一定期間開催される。ニューイヤーイベントやクリスマス・バレンタインなど定例化しているものもある。形式はクエスト・レース・プレゼント・海戦などで、レベルやスキルの影響が少ないクエスト形式やプレゼント形式が比較的多い。大抵の場合、参加者・イベント完遂者は限定アイテムを入手できる。他企業とのコラボレーション企画も過去に存在する。2008年2〜3月にはサービス開始3周年、2009年3月には4周年を記念して、アカデミー大会を含む大規模なイベントが行われた。大航海時代 Onlineの主な歴史も参照のこと。
大海戦
国家間で争う大規模洋上戦。初期は不定期開催で1ヶ月から2ヶ月に一度の頻度で、運営側が時期を決めて開催していた。2011年2月実装の拡張パック第四弾「Tierra Americana」で国威や国間の敵対関係というパラメータが設定され、プレイヤーの行動によりその数値が変動することで発生するように改められ、また宣戦布告判定が1ヶ月に1度自動で行われるようになった。
1日に小型船・中型船・大型船各1時間の計3時間、それを金曜日から日曜日までの3日間行って合計9時間戦う。通算勝利ポイントの多い方が勝ちとなり、攻撃対象港の影響度が変動する。勝利ポイントは大型船対人戦で勝利すれば3ポイント、中型船対人戦で勝利すれば2ポイント、小型船対人戦およびすべてのNPC戦で勝利すれば1ポイント獲得となる。また要塞は自陣営1ヵ所につき100ポイント保持しており、1ヵ所陥落させられるとその100ポイントを失い、陥落させた側は1ヵ所につき50ポイント獲得する。
対戦する攻撃国と守備国は西欧6国で、国威や敵対度といったパラメータの最も強い国から自動的に選ばれるが、同じ国が2度続けて攻撃国となることはない。攻撃国と守備国は、影響度上位3国のうちのいずれか2国、または影響度下位3国のうちのいずれか2国となる。攻撃対象港は候補として守備側の同盟港のうち影響度が高い順に5ヵ所が選ばれ、攻撃国のプレイヤーの投票で攻撃対象港が決まる。その後、残りの西欧4国の内3国（攻撃国が影響度上位3国のいずれかなら下位3国、下位3国のいずれかなら上位3国）およびオスマントルコ（『Cruz del Sur』Chapter5にて実装）がどちらと連盟するか、または静観するかを投票し、攻撃側連盟1国と防衛側連盟1国、さらにオスマントルコが連盟する国（静観が最多の場合は参戦しない）が決定する。当初、投票しない国、あるいは投票で最多の得票率を得られなかった国は自動的に静観となっていたが、2013年7月の『2nd Age』Chapter4で傭兵制度が導入され、参戦希望者は全員がどちらかの陣営で参加できるようになった。
『El Oriente』Chapter3のルール改訂により、攻撃対象港の属する海域の全ての同盟港属性の港の影響度が変動するようになり、大海戦終了後に攻撃対象港に投資できない期間が戦闘結果に応じて設けられる（大きく勝つほど長くなる）など、大海戦の結果の影響が大きくなるように変更された。
初期の大海戦は対人戦のみであったが、2006年2月より対NPC戦が追加され、2011年2月の『Tierra Americana』Chapter1より要塞戦も追加された。
アカデミー大会
『La Frontera』で新設された冒険者向けの公式イベント。1ヶ月に1回、月の中頃の土曜日と日曜日に開催され、「○○杯」と開催街にいる著名人NPCの名前を冠する。参加者は街内で論戦を繰り返し、90分間の勝利数を競う。勝利数に応じて冒険経験、アイテムを獲得でき、成績優秀者には酒場女から手紙（メール）が届く。アカデミー大会で敗北すると使用した発見物カードのうちの1枚を失うが、その発見物のクエストや地図をもう一度クリアすれば再入手可能である。
バトルキャンペーン
『Cruz del Sur』で追加された大規模対人洋上戦。2016年7月までは毎月15日から22日までの定期開催だったが、それ以降は不定期開催、開催期間も不定期となった。対象海域と対戦する2国がランダムで選ばれ、制海権を争う。残り5国のキャラクターは傭兵としてどちらの陣営へも自由に参加できる。参加者は全ての港から移動可能な作戦本部に集まり、プレイヤーが立案する作戦に応募する。作戦は戦闘レベルや船の大きさなどの条件を付けられるため、ある程度両陣営の戦闘力のバランスを取ることが可能である。『Cruz del Sur』Chapter3で戦場マップを数種類の地形から選択できるようになり、NPC艦船の出現の有無や、スキルランクの上限の設定も可能になった。
作戦は15分間。戦闘はその作戦の参加者と援軍NPC以外は存在しない専用マップで行い、出航時点で全船が戦闘状態にある。旗艦は存在せず、敵軍のプレイヤー・NPCを戦闘不能にすると、その場所と自軍陣地との距離で点数が入り、合計点で勝敗が決まる。戦闘不能になったプレイヤーは作戦本部に戻され、再出撃できる。
作戦終了後、勝敗と貢献度に応じて参加キャラクターに報酬が支払われる。また、一週間の勝敗の合計で、対象海域の領地以外の全港の影響度が変動する。
海賊大戦
『Order of the Prince』で追加された大規模対人洋上戦。一定数以上の海賊行為が行われると自動的に発生する。海賊島のある海域（カリブまたは東南アジア）で行われる。所属国籍とは無関係に3つの陣営のいずれかに所属し、陣営の勝敗を争う。
会戦は3日間、各1時間行われる。
対人戦のほかにNPC戦もある。
海賊大戦期間中は「国家賄賂」と「踏み倒し」を行うことができるが成功すれば悪名が増加する。

## 参考
- 大航海時代 Onlineオンラインマニュアル
- 大航海時代 Onlineワールドガイド
- 4Gamer インダビュー- 公式HPとリンクされており、最新のアップデート内容を開発者から発表される
- 某ゲームアナリスト[要出典]は同ゲームを出来高が秀逸で一生遊べるオンラインゲームとナンバーワン評価を下している。[要出典]